# Сіра лисиця
Сіра лисиця (Urocyon cinereoargenteus) — вид псових, що живе в листяних лісах та густих чагарниках у Північній, Центральній і Південній Америці від Канади до Венесуели. Цей вид разом із близько спорідненою лисицею острівною є сучасними видами, найближчими до спільного предка псових. Цілком можливо, що в давні часи сіра лисиця була приручена або напіводомашнена корінними американцями сучасних Каліфорнії та пустелі Сонора, де її останки знайдені в різних археологічних розкопках. Етимологія: родова назва походить від грец. οὐρά — «хвіст», грец. κύων — «пес»; видовий епітет походить від грец. κόνις — «попелястий», лат. argenteus — «сріблястий». Зображення сірої лисиці можна знайти у природничих працях, прикладами є гравюра, виконана Йоханесом Ґерардом Кьолемансом до книги «Dogs, jackals, wolves, and foxes: a monograph of the Canidae» (1890) і малюнок з праці «The New International Encyclopedia», v. VIII, 1906. Також сіра лисиця зображалася на марках анімалістичних серій США, Екваторіальної Гвінеї, Колумбії, Коста-Рики, Парагваю. Сіра лисиця є офіційною твариною штату Делавер.

## Історія назви та опису виду

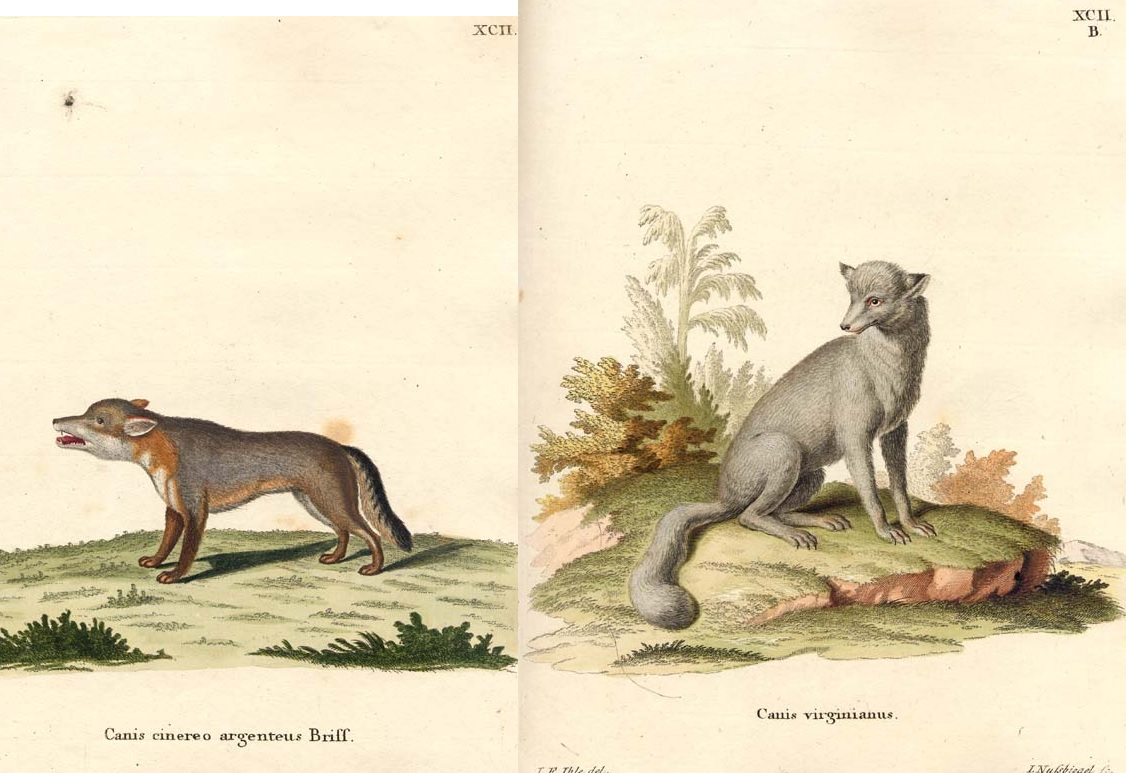
"Подвоєння" сірої лисиці у праці Шребера

Сіра лисиця вперше була класифікована та описана під назвою 'Vulpis Cinereus Americanus' у праці 'The Natural History of Carolina, Florida, and the Bahama Islands' Марка Кейтсбі, що вийшла у 1747 році. Тим не менш, наразі офіційно описувачем лисиці вважається Йоган Хрістіан Даніель фон Шребер через достатньо цікаве непорозуміння.
Справа в тім, що ілюстрація сірої лисиці у виданні Кейтсбі була достатньо несхожа на оригінал. Шребер же при своєму описі орієнтувався на шкуру, яку отримав з Нового Світу, тому вирішив, що в Новому Світі мешкає два різні види лисиць: вже описана сіра лисиця Кейтсбі, яку він вніс до своєї праці як Canis Virginianis, і «нова», відмінна від неї сіра лисиця, яка увійшла в історію як Canis Cinereo Argentius. Ситуацію додатково ускладнює той факт, що вперше назва Canis Cinereo Argentius з'явилася в праці Йогана Хрістіана Еркслебена, яку видали раніше — але сам Еркслебен віддав пріоритет Шреберу.

## Систематика та еволюція
Філогенетичне древо родини Canidae

|  | Urocyon cinereoargenteus |
|  |                          |
|  | Urocyon littoralis       |
|  |                          |

|  | \| \| Vulpes \| \| \| \| \| \| Nyctereutes procyonoides \| \| \| \| |
|  |                                                                     |
|  | Otocyon megalotis                                                   |
|  |                                                                     |
|  | Vulpes                                                              |
|  |                                                                     |
|  | Nyctereutes procyonoides                                            |
|  |                                                                     |

|  | Vulpes                   |
|  |                          |
|  | Nyctereutes procyonoides |
|  |                          |

|  | Atelocynus, Cerdocyon, Lycalopex, Chrysocyon, †Dusicyon, Speothos |
|  |                                                                   |
|  | Lupulella, Lycaon, Cuon, Canis                                    |
|  |                                                                   |

|  | \| \| Vulpes \| \| \| \| \| \| Nyctereutes procyonoides \| \| \| \| |
|  |                                                                     |
|  | Otocyon megalotis                                                   |
|  |                                                                     |
|  | Vulpes                                                              |
|  |                                                                     |
|  | Nyctereutes procyonoides                                            |
|  |                                                                     |

|  | Vulpes                   |
|  |                          |
|  | Nyctereutes procyonoides |
|  |                          |

|  | Atelocynus, Cerdocyon, Lycalopex, Chrysocyon, †Dusicyon, Speothos |
|  |                                                                   |
|  | Lupulella, Lycaon, Cuon, Canis                                    |
|  |                                                                   |

|  | Urocyon cinereoargenteus |
|  |                          |
|  | Urocyon littoralis       |
|  |                          |

|  | \| \| Vulpes \| \| \| \| \| \| Nyctereutes procyonoides \| \| \| \| |
|  |                                                                     |
|  | Otocyon megalotis                                                   |
|  |                                                                     |
|  | Vulpes                                                              |
|  |                                                                     |
|  | Nyctereutes procyonoides                                            |
|  |                                                                     |

|  | Vulpes                   |
|  |                          |
|  | Nyctereutes procyonoides |
|  |                          |

|  | Atelocynus, Cerdocyon, Lycalopex, Chrysocyon, †Dusicyon, Speothos |
|  |                                                                   |
|  | Lupulella, Lycaon, Cuon, Canis                                    |
|  |                                                                   |

|  | \| \| Vulpes \| \| \| \| \| \| Nyctereutes procyonoides \| \| \| \| |
|  |                                                                     |
|  | Otocyon megalotis                                                   |
|  |                                                                     |
|  | Vulpes                                                              |
|  |                                                                     |
|  | Nyctereutes procyonoides                                            |
|  |                                                                     |

|  | Vulpes                   |
|  |                          |
|  | Nyctereutes procyonoides |
|  |                          |

|  | Atelocynus, Cerdocyon, Lycalopex, Chrysocyon, †Dusicyon, Speothos |
|  |                                                                   |
|  | Lupulella, Lycaon, Cuon, Canis                                    |
|  |                                                                   |

Найдавніші викопні знахідки роду Urocyon, а саме вимерлого виду U. webbi відносяться до пізнього міоцену, однак його сестринські відносини з Metalopex припускають подібний час виникнення для обох родів: середній чи пізній міоцен, 13.6—10.3 мільйонів років тому, як і для триби Vulpini в цілому. Розміщення скам'янілостей видів Urocyon показує, що види істотно не переміщалися за межі південної частини Північної Америки. Зокрема, у Південній Америці найдавніші рештки роду Urocyon відносять до пізнього плейстоцену.
Північноамериканська популяція сірої лисиці не є однорідною — під час плейстоцену вона розділилася на західну популяцію, що відійшла до Мексики та Каліфорнії, та східну популяцію, що відійшла на схід до Флориди. Зокрема, вид Urocyon cinereoargenteus мігрував на північний схід Сполучених Штатів після плейстоцену в зв'язку з середньовічною кліматичної аномалії потепління, а сестринський вид, Urocyon littoralis, що досяг Канальних островів у період пізнього плейстоцену, міг походити від ізольованих популяцій сірої лисиці північної частини Каліфорнії. Каріотип сірої лисиці характеризується диплоїдним числом, 2n=66, фундаментальним числом, FN=70.
Попри значну генетичну відстань від собак, сірі лисиці можуть бути реципієнтами крові собак при переливанні.

## Морфологія

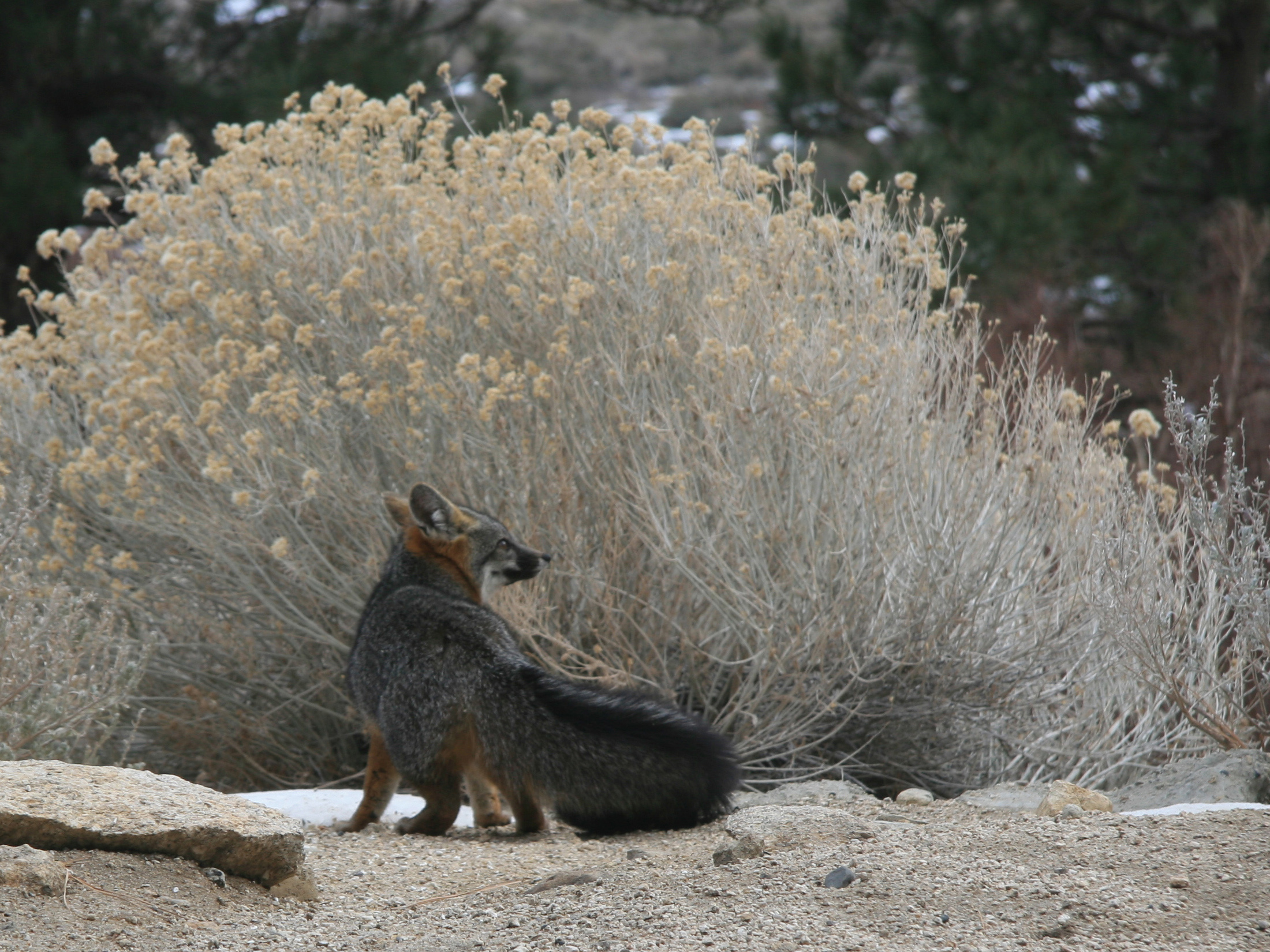
Сіра лисиця у Сьєрра-Невада (США) демонструє свій характерний хвіст

Довжина голови й тіла сірої лисиці складає 53–81 см, довжина хвоста: 27–44 см, вага: 3–7 кг (в окремих випадках — до 10 кг), висота в плечах 36 см, довжина задньої ступні: 10—15 см, довжина вух: 7.5 см. Зубна формула: I 3/3, C 1/1, P 4/4, M 2/3 = 42.
Забарвлення хутра сірої лисиці сиво-сіре, підшерстя буро-жовте. Хвіст довгий, пухнастий із серединною чорною стрічкою по всій його довжині й чорним кінчиком. Боки шиї, зворотні боки вух, ноги й ступні іржаво-жовтуваті, живіт та груди білі, очі сірі чи карі з овальною зіницею, вздовж очей іде смуга чорного хутра. Самиці мають 6 молочних залоз. Покривне волосся сягає довжини 50–70 мм. Підшерстя довжиною 30–40 мм.
Підошви лап сірої лисиці вкриті хутром, що дозволяє їй пересуватися без зайвого шуму. Хоча візуально сіра лисиця часто виглядає меншою за руду, в Північній Америці в однакових кліматичних умовах вони досягають приблизно однакової ваги. Сліди сірої лисиці коротші й ширші, а відстань між слідами менша порівнюючи зі слідами рудої лисиці. Сліди сірої лисиці дуже схожі на сліди домашніх кішок окрім наявності відбитків кігтів у слідах сірої лисиці. Як і домашні кішки, сіра лисиця достатньо часто пересувається таким чином, що сліди задніх лап накладаються на сліди передніх, утворюючи єдиний ланцюжок слідів.
На відміну від рудої лисиці, сіра лисиця линяє раз на рік, у серпні–вересні.
Нині визнається 16 підвидів сірої лисиці, які відрізняються один від одного довжиною та гущиною хутра, забарвленням, пропорціями голови та довжиною хвоста та лап.

### Особливості морфології сірої лисиці

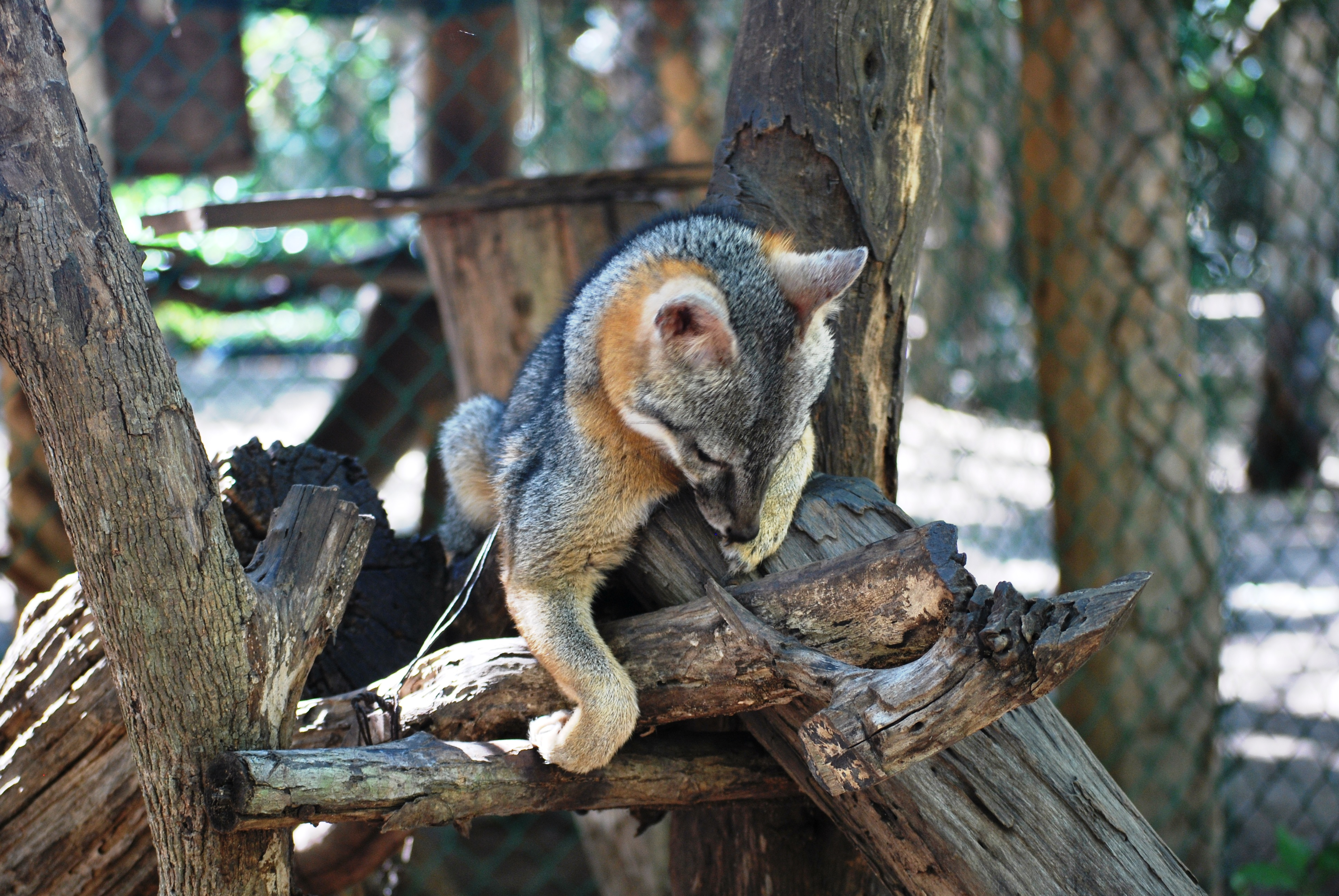
Сіра лисиця в зоопарку демонструє рухомість суглобів передніх кінцівок, Мексика

Сіра лисиця морфологічно достатньо сильно відрізняється від рудої та від більшості інших представників родини псових, оскільки має ряд адаптацій до життя на деревах. Сіра лисиця має більш гнучкий хребет, посилені м'язи плечового поясу, коротші лапи, довгий трикутний хвіст, схожий за будовою на хвіст вивірки, та підвищену рухомість суглобів передніх кінцівок. Однак, це досягається достатньо незвичним способом.
Як і інші псові, сіра лисиця не має плечо-променевого м'яза, та має обмежену рухомість ліктьового суглоба, що є характерною адаптацією псових до бігу, та не є характерним для більшості тварин, що ведуть надземний спосіб життя. Частково це компенсується підвищеною у порівнянні з іншими псовими можливістю повороту зап'ястя, але найбільших змін в сірої лисиці зазнали плечовий суглоб, включаючи плечову кістку, лопатку та м'язи плечового суглоба. Голівка плечової кістки сірої лисиці дозволяє дуже широкий діапазон можливих рухів; таким чином, сіра лисиця розвертає не лише зап'ястя, а відразу всю лапу в плечі. Це дозволяє сірій лисиці перерозподіляти зусилля м'язів передпліччя, які в інших псових використовуються виключно для бігу, для лазіння по деревах.
Хоча сіра лисиця не може повертати суглоби стегна, вона може відхиляти задні лапи майже паралельно до тіла, та має більший проти інших псових двоголовий м'яз стегна, що дозволяє сірій лисиці успішно використовувати задні кінцівки, відштовхуючись ними при підйомі стовбуром дерева, не втрачаючи морфологічних переваг для стрибання. Як наслідок, сіра лисиця лишилася прудким бігуном: її максимальна швидкість на короткі дистанції складає 42 км/год, та 32 км/год — на середні. Це дозволяє сірій лисиці успішно втікати від хижаків за наявності дерева або іншої схованки; але коротші лапи сірої лисиці не дозволяють їй витримувати тривалі переслідування з боку койотів.
Сіра лисиця має не дуже довгі кігті, які, тим не менш, є найгострішими та найбільш загнутими серед усіх псових. За формою вони дуже близькі до форми кігтів котових. Сіра лисиця має сильні згиначі пальців, що нехарактерно для псових.
Сірі лисиці не мають фронтальних синусів.

## Середовище проживання

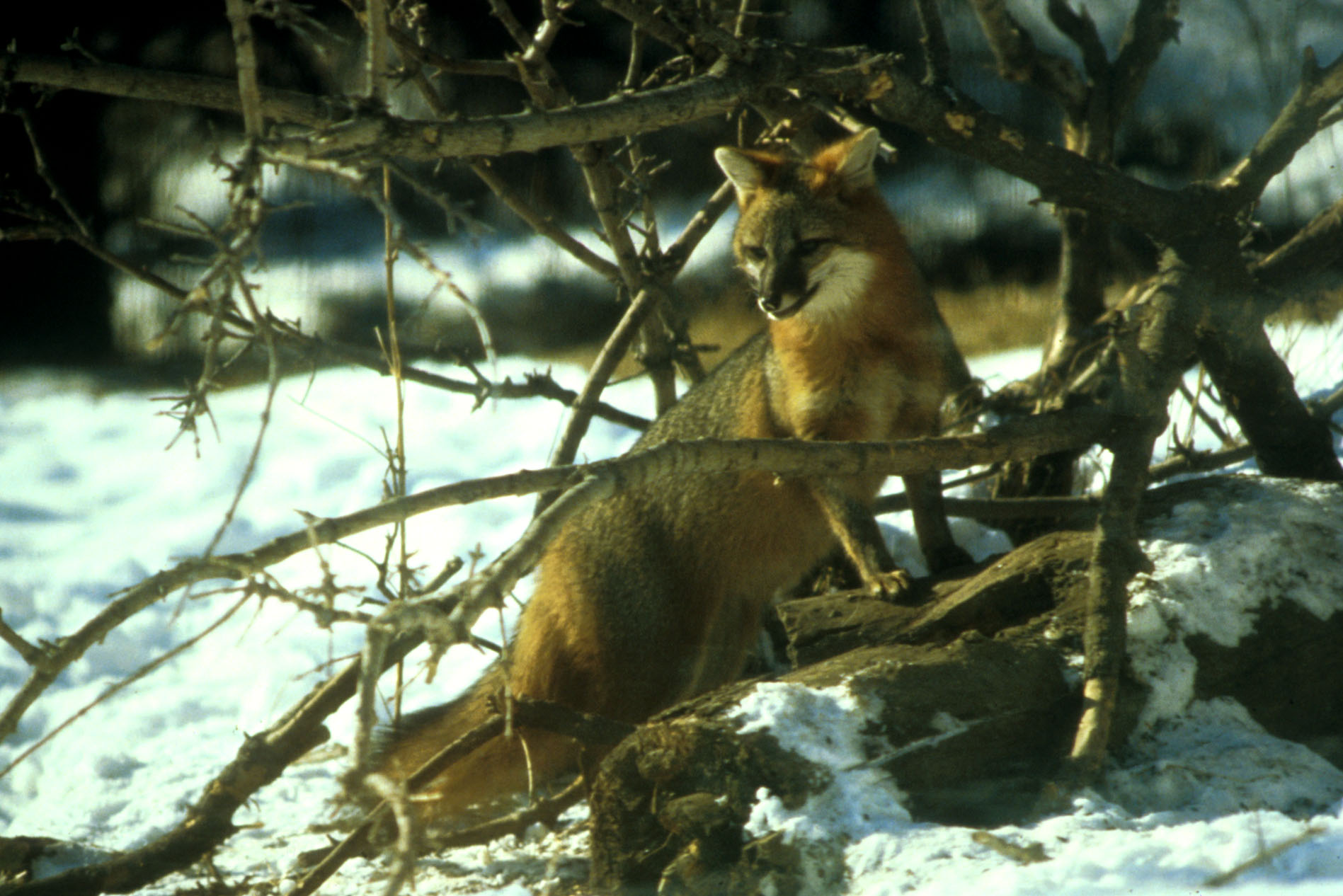
U. cinereoargenteus на північному кордоні свого розповсюдження, Міннесота

Сіра лисиця є єдиним видом сучасних псових, чий природний ареал проживання знаходиться в обох Америках. Вид поширений від південного краю центральної та східної Канади та штатів Орегон, Невада, Юта і Колорадо в США на південь до північної Венесуели й Колумбії; і від Тихоокеанського узбережжя США до Атлантичного океану і Карибського басейну. Країни проживання: Беліз, Венесуела, Гватемала, Гондурас, Канада, Колумбія, Коста-Рика, Мексика, Нікарагуа, Панама, Сальвадор, Сполучені Штати Америки. У східній частині Північної Америки, вид найбільш тісно пов'язаний з листяними та сосновими лісами упереміш з деякими старими полями й низькорослими чагарниковими рідколіссями. У західній частині Північної Америки, він зазвичай знаходиться в середовищі існування, що являє собою суміш сільських господарств, рідколісь, чапаралей, прибережних ландшафтів і чагарникових місць. Вид займає лісисті райони й густі чагарники в Центральній Америці й лісові гірські місця проживання в Південній Америці. Ця лисиця зустрічається в напівпосушливих районах на південному заході США і півночі Мексики, де є досить рослинного покриття. Діапазон висот: від 300 до 3000 м.

## Поведінка

### Спосіб життя

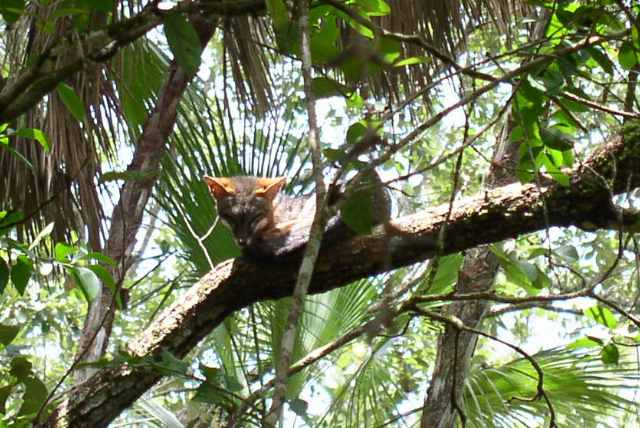
U. cinereoargenteus на дереві, Беліз

Це, головним чином, нічний і сутінковий, потайний вид. За способом життя сіра лисиця достатньо сильно відрізняється від лисиці рудої. Сірі лисиці мають менші за розміром мисливські ділянки, які вони досконало знають, і які постійно патрулюють у пошуках поживи. Розміри мисливських територій можуть бути від 0.1 до 7 км2 і зазвичай вони перекриваються. Сіра лисиця може пересуватися практично не здіймаючи шуму, що дозволяє їй здобувати сплячих тварин; за екологією сіра лисиця більше подібна до ласки, ніж до лисиці звичайної. Хоча сіра лисиця виглядає не менш пухнастою, ніж звичайна, її хутро набагато менш пристосоване до холоду — що, з одного боку, дозволяє сірій лисиці жити в усій Центральній Америці, а, з іншого, зупиняє північну межу її розповсюдження на Канадському кордоні.
Завдяки більшій рухомості суглобів передніх кінцівок, сірі лисиці можуть легко залізти навіть на вертикальні стовбури дерев, позбавлені гілок. Сірі лисиці активно використовують цю перевагу як задля полювання, так і для того, щоб утекти від ворогів; наприклад, якщо койоти зазвичай витісняють лисицю руду за межі своєї території, то вчинити це з сірими лисицями не вдається. Сірі лисиці влаштовують лігва під валунами, іноді в норах у землі, а також часто в дуплах дерев; найвище кубло було зафіксовано на висоті 9.1 метра. Лігво використовується протягом всього року, але найбільше — в сезон розмноження.

### Живлення

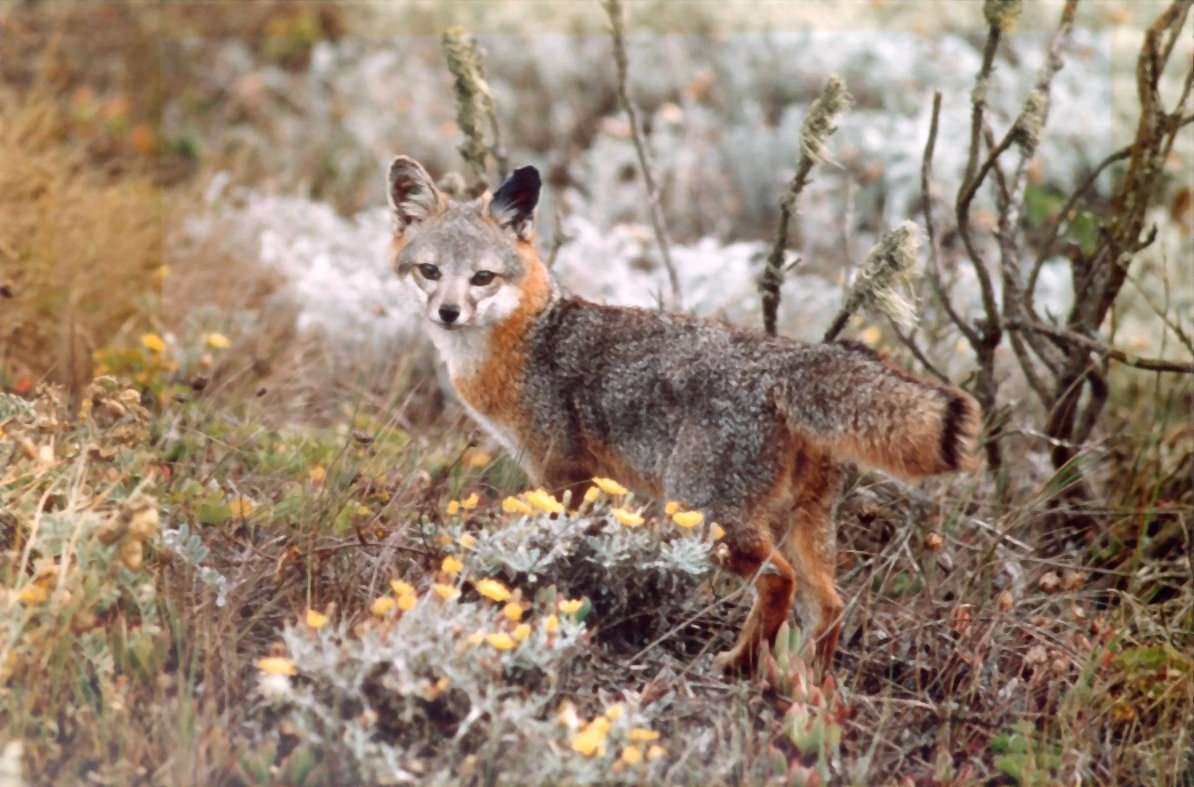
Близька родичка сірої, лисиця острівна (Urocyon littoralis) на Канальних островах, Каліфорнія, США

З усіх північноамериканських псових сіра лисиця є видом з найбільш різноманітною дієтою, яка також достатньо сильно відрізняється в залежності від середовища життя, пори року та підвиду сірої лисиці. На вибір здобичі також впливає наявність конкурентних видів та види хижаків, які полюють на саму лисицю й обмежують її у виборі стратегії. За даними різних досліджень, основу дієти сірої лисиці можуть становити як малі ссавці (дрібні та середні гризуни), так і комахи, плоди рослин, зерно та плазуни; наприклад, із шести підвидів острівної лисиці один переважно живиться переважно мишами, три — комахами, та два — рослинами. Сірі лисиці змінюють стратегію полювання в залежності від пори року.
Сіра лисиця набагато краще пристосована до рослинної їжі, ніж інші псові. По-перше, сіра лисиця може ефективно збирати їжу з дерев. По-друге, сіра лисиця засвоює рослинну їжу значно більш ефективно, ніж руда лисиця. По-третє, сіра лисиця також споживає іншу рослинну їжу, ніж руда лисиця: якщо руда лисиця харчується переважно плодами рослин, то сіра лисиця споживає багато насіння, включаючи кукурудзу, яка може становити основу дієти сірої лисиці восени. Завдяки цій особливості сіра лисиця менш залежить від коливань популяцій гризунів.
Припускається, що сіра лисиця найбільш активно полює під час вигодовування лисенят у лігві; це відбувається через те, що тваринна їжа найзручніша для перенесення на значні відстані. Хоча сіра лисиця переважно полює на дрібних гризунів, в окремих ареалах вона живиться й кролячими, а за даними окремих спостережень — й малюками великих тварин, навіть оленів та свиней пекарі. Якщо сіра лисиця не може спожити всю здобич відразу, вона намагається приховати її, щоб спожити пізніше.
У неволі сірі лисиці можуть надавати перевагу рослинній їжі, навіть якщо мають необмежений доступ до м'яса; при цьому вони можуть продовжувати полювати на дрібних ссавців та плазунів, яких приховують чи показують як «трофеї», подібно до кішок. Водночас, на відміну від кішок та інших представників родини псових, сірі лисиці ніколи не грають з живою здобиччю; зазвичай вони відразу її вбивають, і лише потім можуть грати з її тілом.

### Вороги та захворювання

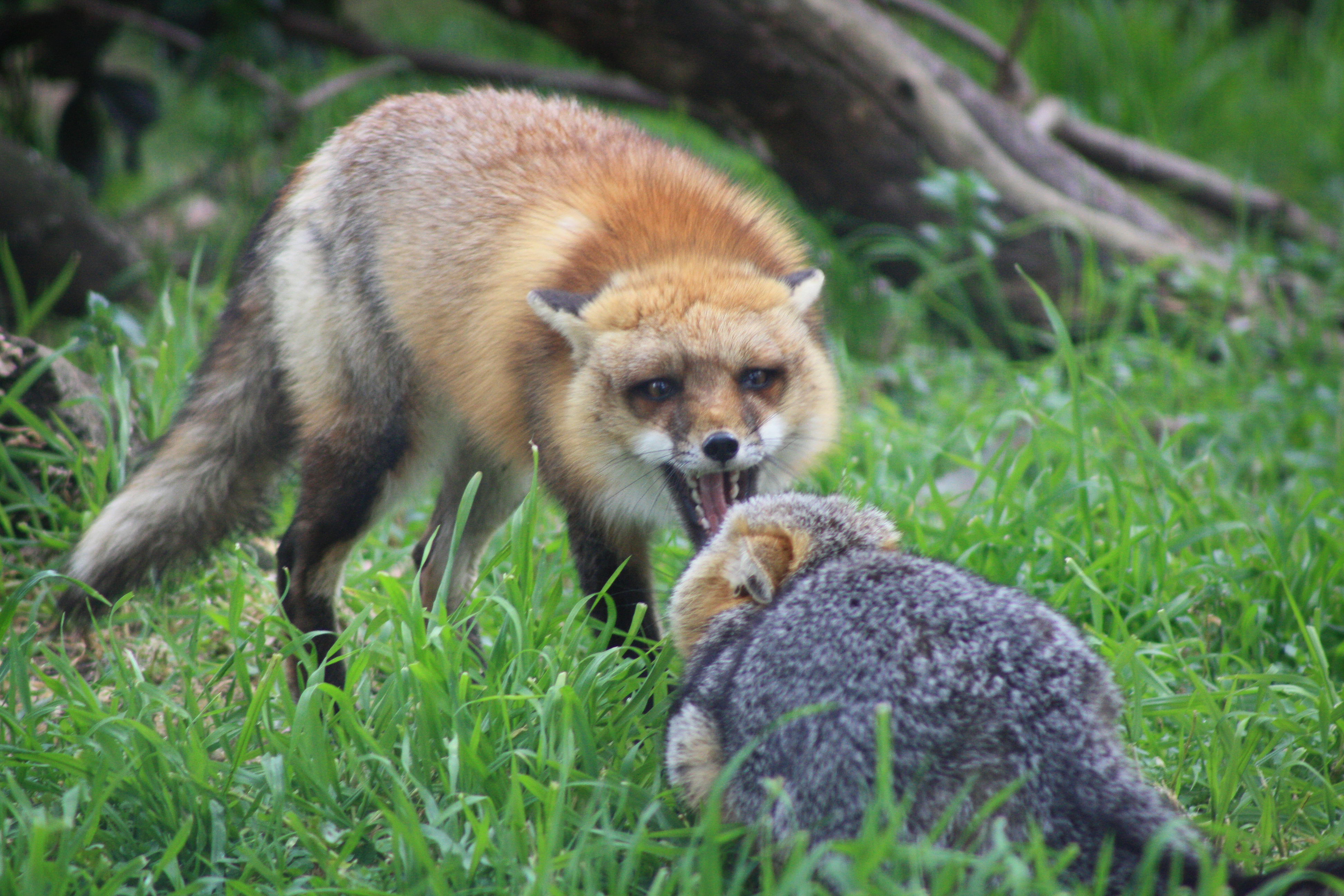
Зустріч лисиці рудої (Vulpes vulpes) із сірою (Urocyon cinereoargenteus)

Наразі, у більшості сучасного ареалу найбільшим ворогом сірої лисиці є людина. Це відбувається не через полювання на сіру лисицю — більшість сірих лисиць гине внаслідок ДТП, отруєння пестицидами через споживання померлих гризунів, що отруїлися, або інфекційних хвороб, що переносяться хатніми тваринами, особливо внаслідок чумки собак. Іншими хижаками є золотий орел (Aquila chrysaetos), пугач віргінський, койот і руда рись. Койоти розглядають сіру лисицю як конкурента за життєвий простір, тому часто полюють на них не заради поживи.
Сірі лисиці не здатні втекти від більших за себе ворогів на значну відстань, але здатні на швидкі спринти, тому за наявності конкуренції вони намагаються або не віддалятися від дерев або кущів, де вони можуть сховатися, або уникати небезпеки, змінюючи час своєї активності. Сірі лисиці покладаються на свій розвинений слух та нюх, аби вчасно уникнути небезпеки, та навіть намагаються видати себе за більшого хижака, замаскувавши свій запах його запахом.
Взаємовідносини сірої та звичайної лисиць до кінця не встановлені; хоча часто вважається, що руда лисиця домінує над сірою (як вона робить з усіма іншими видами лисиць завдяки своєму розміру), в Північній Америці ареал звичайної лисиці був обмежений на півдні ареалом сірої лисиці, і, за даними окремих спостережень, сірі лисиці активно полюють на рудих лисиць, виходячи переможцем завдяки тому, що їх менший розмір компенсується сильнішими м'язами.
Сіра лисиця дуже вразлива до епізоотій чумки собак, до яких вона майже не має імунітету. У певних місцях в Каліфорнії популяції сірих лисиць, які зазнали значних втрат внаслідок спалахів чумки, так і не змогли повернутися на рівень до початку епізоотії. Припускається, що одним зі значних факторів смертності сірої лисиці є зараження вірусом чумки від посліду собак, які містять вірус внаслідок щеплення; сірі лисиці потребують особливу вакцину від чумки, оскільки та, що вживається для собак та рудих лисиць, призводить до їх смерті. Можливо, наявність природного резервуару чумки собак обмежує подальше розповсюдження сірих лисиць на південь у Південній Америці.
Сірі лисиці є одними з природних носіїв сказу. Вони мають свій власний вектор вірусу сказу та можуть підтримувати чисельність популяції навіть під час епізоотії. Як і інші псові, сірі лисиці служать хазяїном для багатьох паразитичних членистоногих, зокрема бліх (Siphonaptera), вошей (Phthiraptera), кліщів (Ixodida, Trombidiformes, Acari). Сіра лисиця також може бути носієм ряду внутрішніх паразитів, у тому числі нематод (Nematoda), трематод (Trematoda), стрічкових червів (Cestoda), і акантоцефалів (Acanthocephala). Особливістю сірих лисиць є надзвичайно висока стійкість до захворювання коростою та вірусним гепатитом собак (вірус CEV), від яких вони майже не потерпають.

#### Самсонові лисиці
У сірих лисиць зустрічається генетична мутація, за наявності якої в дорослої тварини відсутній захисний шар хутра та/або підшерстя. В південному ареалі сірої лисиці ця мутація не є смертельною, але тварини, що мають її, часто змушені вести денний спосіб життя, аби бути активними у більш теплому середовищі.
Через те, що сіра лисиця без зовнішнього хутра виглядає дуже незвично, і здатна в тому числі лазити по деревах, люди, що зустрічали таку лисицю, не могли її впізнати, і описували її як «дивну» тварину; принаймні в одному випадку «чупакабара», яка «тероризувала» американське передмістя, виявилася сірою лисицею з цією мутацією. Тварина, що мала «голу» матір, була здоровою, добре вигодованою зі шлунком наповненим переважно рослинною їжею та їстівним сміттям, та не мала захворювань окрім окремих невеликих запалень шкіри, викликаних укусами комах.
Спостереження за сірими самсоновими лисицями в неволі не виявили негативного ставлення звичайних сірих лисиць до лисиць з мутацією, або суттєвих відмінностей у поведінці; єдиною особливістю поведінки було небажання самсонових лисиць облишати лігво за відносно холодної погоди в Аризоні, що призводило до певного послаблення м'язів та пролежнів. З віком підшерстя самсонової сірої лисиці стало густішим, тому тварина стала візуально достатньо схожою на звичайну сіру лисицю, принаймні здалеку.

### Екосистемна роль
Сіра лисиця має невелику, але важливу роль в екосистемі. Її звички харчування дозволяють їм контролювати чисельність деяких шкідників сільськогосподарських культур, у тому числі гризунів (Rodentia) і зайцевих (Leporidae), підтримуючи стійкі відносини хижак–жертва. Завдяки тому, що сірі лисиці споживають велику кількість плодів, вони у певних ареалах можуть відігравати важливу роль у розповсюдженні окремих видів рослин.

## Відтворення

### Парування

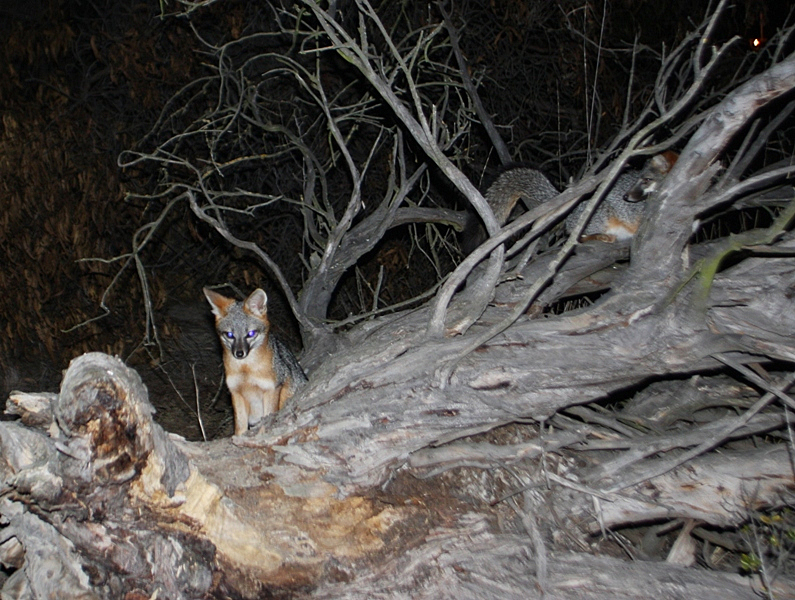
Сімейна пара сірих лисиць

Сезон розмноження триває від січня до травня (з піком у лютому чи березні) й залежить від географічного положення, висоти і якості середовища проживання. Сірі лисиці, як правило, моногамні, хоча в окремих випадках можуть траплятися полігінія і поліандрія; описані спостереження, коли двоє самиць з лисенятами ділили одне лігво, за яким доглядав один самець. Пари сірих лисиць зазвичай формуються на все життя; сірі лисиці зазвичай не дуже віддаляються одна від одної після того, як лисенята облишили ділянку. Обоє батьків піклуються про потомство у сірих лисиць; за умов високої щільності популяції можливе сумісне піклування про потомство між кількома парами . Ще до народження лисенят в основному самці полюють за обох партнерів, у той час як самиці шукають і готують згоже лігво.
Самиці сірої лисиці мають еструс лише раз на рік, який триває 1–2 доби. Припускається, що еструс може бути примусовим та за відсутності самця він не відбувається. У цей час самець сірої лисиці, що утворив з самицею соціальну пару, ретельно охороняє спільну територію, тоді як самиця може шукати контактів з іншими самцями; водночас самець з пари лисиць по закінченню еструсу свого партнера також може шукати контактів з іншими самицями, оскільки еструс в різних самиць не відбувається одночасно. Під час сезону розмноження самці можуть подорожувати на значні відстані, обираючи шляхи, якими рідко користуються за нормальних умов, тому цей період характеризується підвищеною смертністю самців. Приблизно 20–25% лисенят народжуються «поза шлюбом», тобто не від того батька, що їх виховує; різні лисенята з одного виводку можуть мати різних батьків. Водночас близькоспоріднені стосунки між лисицями за нормальних умов є достатньо рідкісними. Питання парування сірих лисиць не є достатньо вивченим через складність спостереження; частина результатів для сірої лисиці була отримана на лисиці острівній, яка характеризується дуже великою щільністю популяції, та підтверджена спостереженнями популяції звичайних сірих лисиць зі схожою щільністю.

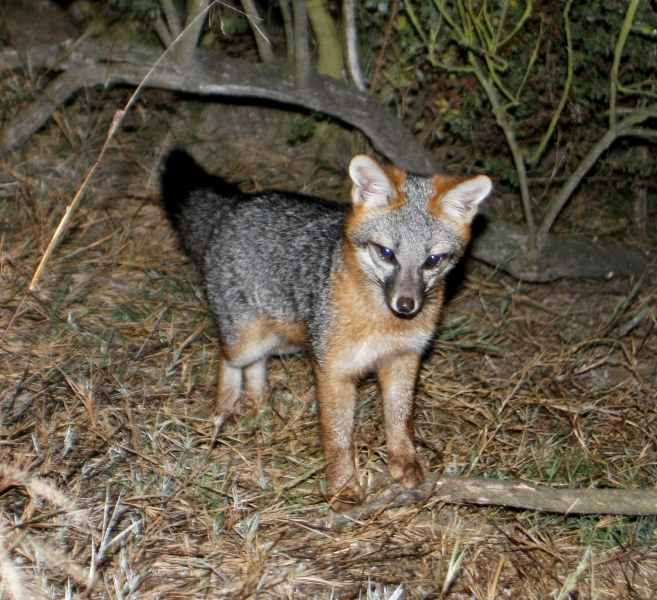
Лисеня в Каліфорнії

### Народження та виховання потомства
Вагітність у сірих лисиць триває 51—63 доби, тому лисенята народжуються у квітні — травні. За раз в середньому народжується 4—5 лисенят, але родини по 7—8 не є рідкістю. Сірі лисиці можуть за певних умов реабсорбувати частину ембріонів; припускається, що таким чином мати-лисиця може зменшувати кількість лисенят, якщо умови не є сприятливими для розмноження, але це питання не є досконало вивченим.
Лігва сірої лисиці мало нагадують розгалужені нори з багатьма входами та виходами, в яких живе руда лисиця. По-перше, лігва сірої лисиці зазвичай дуже добре приховані. По-друге, хоча сіра лисиця може самостійно вирити нору, в якій буде виховувати лисенят, робить вона це дуже неохоче; ідеальним лігвом сірої лисиці є невелика розщелина з вузьким входом під каменем або деревом, але над рівнем землі. Якщо руді лисиці в Алабамі частіше за все рили нори в купі тирси біля лісопилок, то сірі лисиці частіш за все облаштовувалися під купою обрізків дощок біля тих самих лісопилок. Також сірі лисиці можуть використовувати для лігв зарості чагарнику, покинуті нори, вириті іншими видами, порожні дерева, та дупла навіть на значній висоті. Лігва сірих лисиць майже завжди знаходяться на невеликій відстані від постійного джерела води.

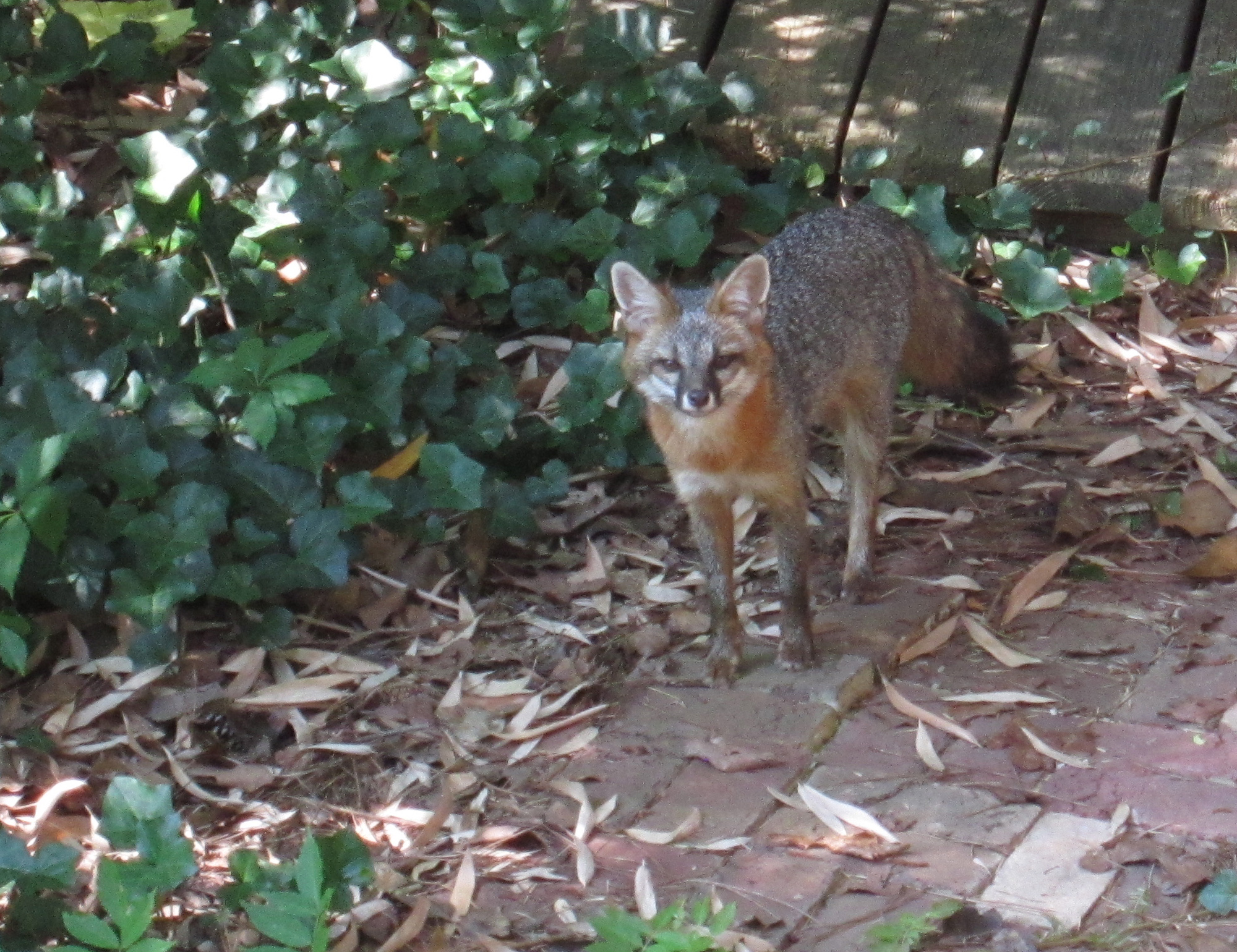
Самиця сірої лисиці охороняє лігво з лисенятами, що знаходиться під дошками

Сірі лисиці зазвичай змінюють 2–3 лігва за сезон виховання лисенят. Вони намагаються покинути перше лігво, де народили лисенят, коли ті досягають віку в 1–2 місяці: у цьому віці лисенята вже зазвичай переходять на тверду їжу та можуть самостійно знаходитися у кублі. Можливо, це відбувається через велику кількість паразитів, нестачу місця або підвищені вимоги до кількості їжі. Іншими приводами для зміни місця життя можуть бути загроза для нащадків з боку хижаків або зменшення кількості їжі. Водночас сірі лисиці часто використовують одне й те саме вдале лігво протягом років та передають його «у спадок» наступним поколінням родини; однак сірі лисиці майже ніколи не селяться кількома родинами разом.

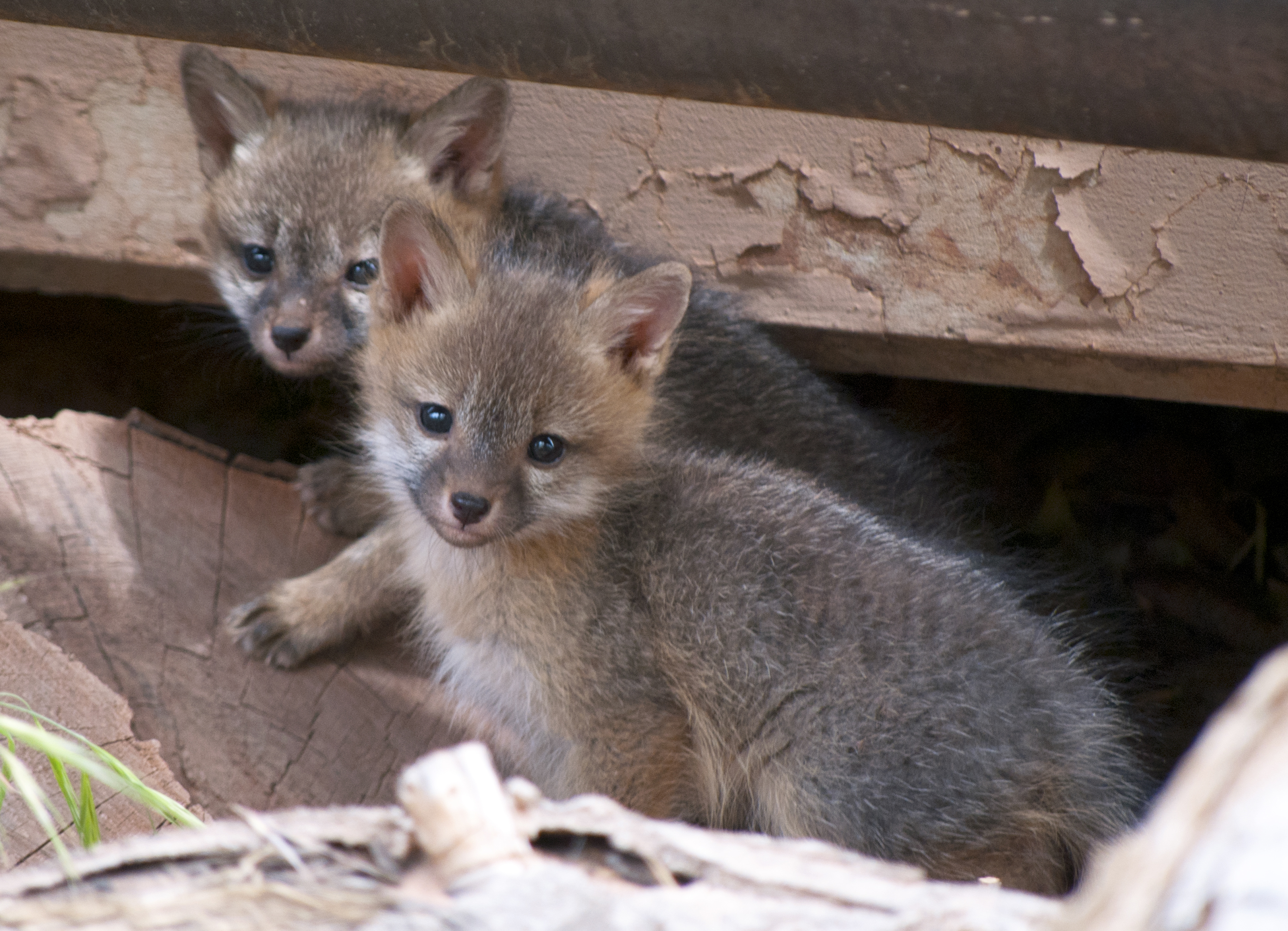
Лисенята біля лігва, парк Зіон, Юта

Лисенята народжуються темно-коричневими, сліпими та важать в середньому 140 грамів. Новонароджені лисенята потребують зовнішньої стимуляції для дефекації та уринації до віку в 2–3 тижні. Вони відкривають очі та починають вперше бачити за два тижні, але їх зір повністю не розвиваються до віку 3–4 тижні. Лисенята починають вперше облишати лігво у віці 3–4 тижні; до цього моменту вони не здатні самостійно підтримувати температуру тіла, яка дозволяла б їм постійно знаходитися у відкритому середовищі. Вигодовування молоком триває 7—9 тижнів. У тримісячному віці лисенята починають полювати разом з батьками; до цього часу лисенята переважно перебувають або у лігві, або під доглядом матері, тоді як батько полює за обох партнерів. У разі смерті однієї з лисиць інша збільшує інтенсивність свого полювання, використовуючи ділянки обох партнерів. Батьки сірих лисиць продовжують доглядати за своїми лисенятами до того моменту, як вони не облишать батьківську ділянку; описані випадки, коли сірі лисиці залишали їжу для інших сірих лисиць, що потрапили до пастки.
Статева зрілість досягається за 10 місяців. Молоді лисиці досягають дорослого розміру приблизно у віці 6—7 місяців; приблизно у цьому віці вони полишають батьківську ділянку. Хоча раніше вважалося, що сірі лисиці завжди виганяли своїх дітей за межі своєї ділянки, нові спостереження показали, що випадки, коли дорослі діти можуть користуватися частиною ділянки своїх батьків, не є винятком за умов високої щільності популяції, і що значну роль у поширенні лисиць можуть відігравати конфлікти під час сезону розмноження, коли батьки-чоловіки розглядають родини своїх дітей, та іноді самих дітей, як конкурентів при паруванні. Подальші стосунки між лисицями з однієї родини не вивчені досконало, але анекдотичні дані можуть свідчити про те, що сірі лисиці пам'ятають свою родину за запахом.

### Смертність

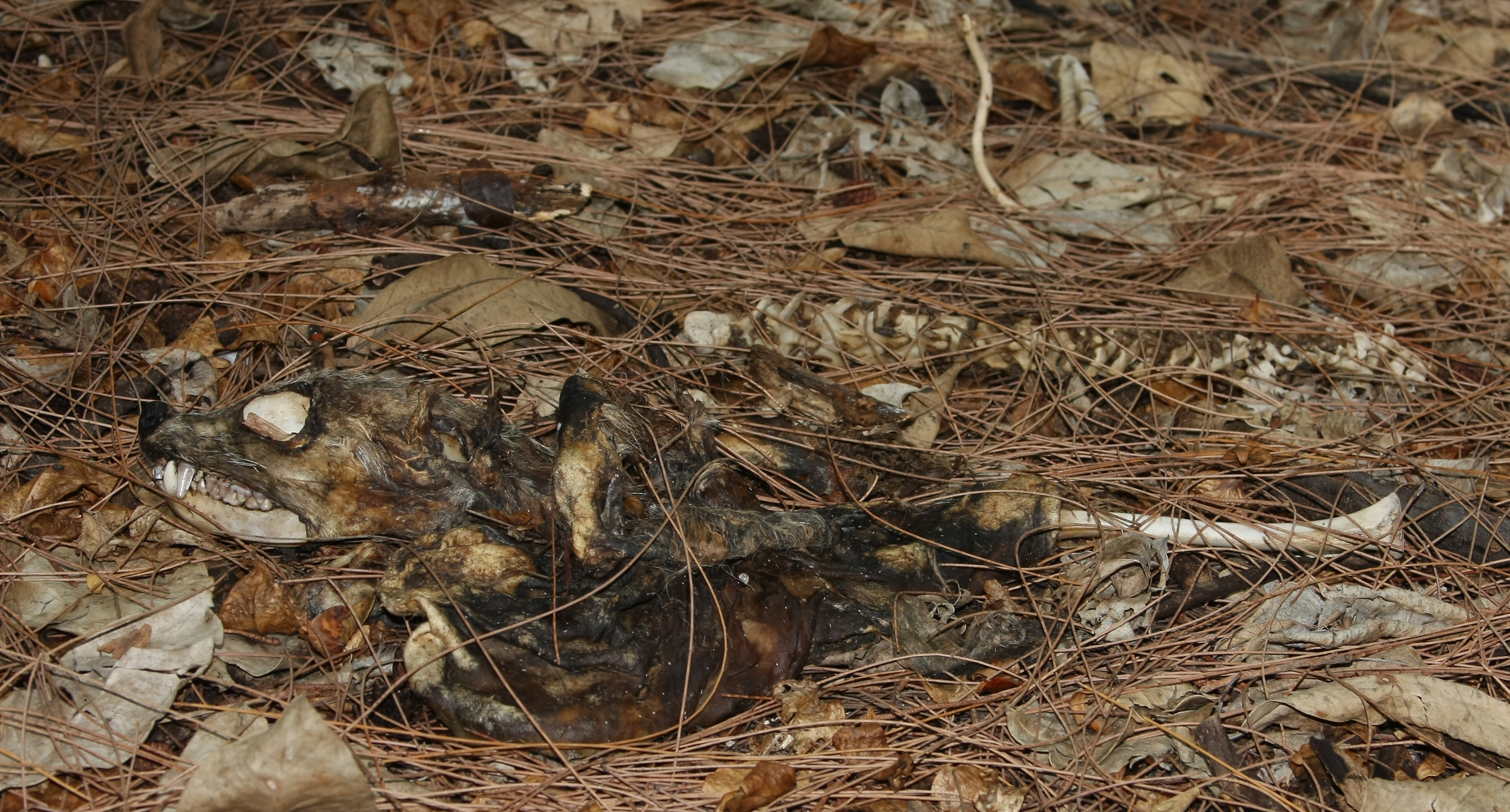
Труп сірої лисиці

Масове розселення лисиць починається восени; саме на цю пору року припадає більшість ДТП за їх участю, оскільки молоді лисиці активно пересуваються у пошуку нових місць і часто перебувають у незнайомій місцевості. Більшість лисиць мандрує на невелику відстань від дому, приблизно 3—5 км, хоча дані генетичних досліджень показують, що у популяції лисиць достатня кількість осіб мандрує на доволі великі відстані, щоб популяція була генетично однорідною на площі в 1000 квадратних кілометрів.
Найбільш ризикованим періодом у житті лисиць є перша самостійна зима; ймовірність смерті молодої лисиці в першу зиму складає 0.7 у річному еквіваленті, в той час як надалі цей ризик падає до 0.5 у рік. У той же час, при такій динаміці смертності, більшість лисиць народжується від лисиць однорічного віку і тварини у віці до двох років складають більшість популяції.
Дані щодо «природної» структури популяції сірих лисиць різняться. Старіші дослідження показували, що вікова структура популяції сірих лисиць не змінюється після того, як природа повертається в дикий стан, однак за результатами пізніших досліджень структури популяції сірих лисиць на тій же території було виявлено, що принаймні половина популяції була старішою, ніж три роки. Одним з обмежувальних факторів у популяції сірих лисиць є епізоотії, в першу чергу — чумки та сказу. Це дозволяє популяції сірих лисиць витримувати значний тиск з боку людини; у низці штатів США до половини популяції сірих лисиць щорічно гине внаслідок полювання. Іншим прикладом є історія відновлення популяції близько споріднених острівних лисиць; попри те, що, через появу беркутів, які почали полювати на лисиць з повітря, на островах популяція острівної лисиці зменшилася до критичних позначок у 1999 році, вже у 2007 вид відновився внаслідок приросту на 25% за рік.
Тривалість життя у дикій природі становить 6—8 років, у неволі ж вони можуть жити до 15 років.

## Спілкування та соціалізація
Сірі лисиці є більш соціальними тваринами, ніж лисиці руді; у цьому аспекті поведінки вони поступаються лише вовчим. Попри те, що вирази обличчя та пози в сірої лисиці є менш виразними, ніж в лисиці рудої, в неволі сірі лисиці демонстрували взаємний догляд та складні соціальні стосунки.
Сірі лисиці часто демонструють взаємний догляд як в дикій природі, так і в неволі. Вони намагаються ретельно вичистити себе від паразитів в тих місцях, куди можуть дістати; там, де це їм не вдається, вони покладаються на допомогу родини: партнера, батьків або дітей. В першу чергу, таким чином вичищаються вуха, оскільки сірі лисиці достатньо сильно покладаються на слух при полюванні. В неволі сірі лисиці таким чином часто вичищали тварин, з якими потоваришували.
Сірі лисиці намагаються прийти на допомогу своїм дорослим родичам, що перебувають у небезпеці. Сірі лисиці лишали їжу навіть для дорослих сірих лисиць, що попали до пастки; описані випадки, коли лисиці приходили на допомогу іншим сірим лисицям, що зазнали нападу пітонів.

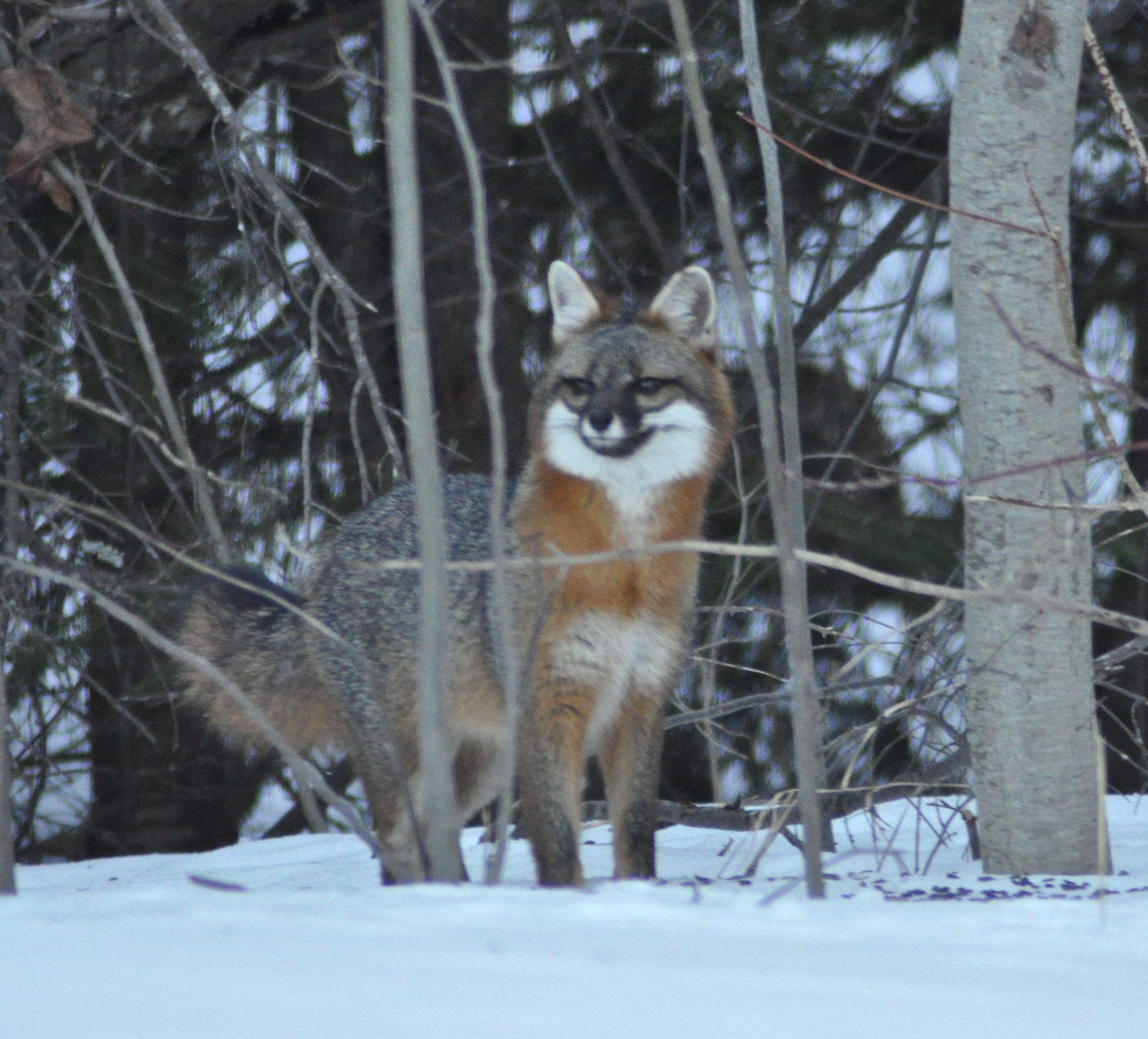
Сіра лисиця з виразними білими щоками, Мічиган, США

У спілкуванні сірих лисиць окрему роль грають плями рудого хутра біля вух та білі щоки; вилизування цих місць на тілі лисиць інтерпретується як вияв приязні або вибачення. Сірі лисиці виробили ритуалізовані сутички, де захоплення білої частини щоки призводить до закінчення поєдинку та визнання поразки; шкіра лисиць навколо щік товстіша, тому такі поєдинки не призводять до травм. Водночас значення певних жестів, таких як демонстрація самцями геніталій, є не до кінця вивченим; якщо раніше припускалося, що вони є виразом довіри, то сучасні спостереження можуть бути інтерпретовані як такі, що свідчать про його вживання для домінації.
Хоча сірі лисиці ніколи не полюють вдвох, вони достатньо часто можуть шукати іншу їжу (комах, рослини, сміття та інше) парами чи усією родиною, при цьому вони можуть попереджувати одне одного про небезпеки.
В житті сірої лисиці запахи відіграють дуже велику роль. Сіра лисиця мітить свою територію за допомогою секрету залоз та посліду. Залоза, що відповідає за секрецію запахів, в сірої лисиці є чи не найбільшою з усіх псових і сягає в довжину 1/3—1/2 від довжини хвоста. У пустельній місцевості сірі лисиці часто прагнуть залишити свої мітки якомога вище, що іноді призводить до накопичення посліду на верхівках вертикальних стовбурів; пари сірих лисиць сумісно мітять свою територію, утворюючи найбільші купи посліду у найважливіших місцях. Подібно як й інші члени родини Canidae, сірі лисиці спілкуються гавкотом, гарчанням та скигленням.
Сірі лисиці пам'ятають тварин, з якими вони проводили разом дитинство, та не сприймають їх як ворогів. Через це під час реабілітації лисенят, які втратили батьків, їх намагаються виховувати разом, аби збільшити шанси на виживання в природі; під час програми відтворення острівної лисиці перед випуском на волю родини лисиць, які випускали в суміжних територіях, «соціалізували» в одному вольєрі, аби вони впізнали одне одного за запахом. Однак, після утворення постійної пари, сірі лисиці стають дуже підозрілими до чужинців і обов'язково намагаються прогнати незнайомців.
Як в неволі, так і в природному середовищі, сірі лисиці можуть «оздоблювати» себе запахами речовин, які здаються їм незвичними або привабливими; для цього вони можуть жувати джерела такого запаху та тертися об них. Така поведінка була зареєстрована з валеріаною, кавою, кормом для котів та рибок, панцирами омарів та навіть цибулею.

## Загрози й охорона

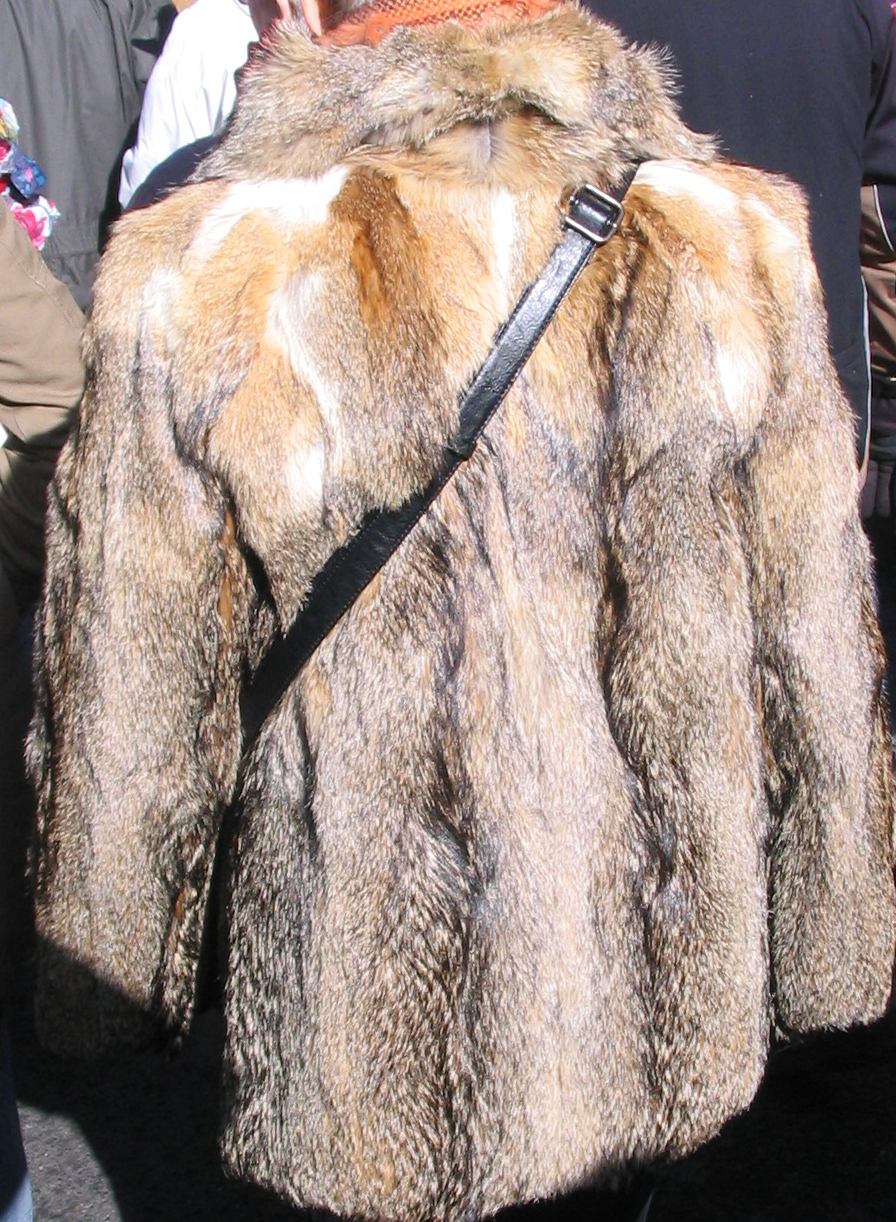
Шуба з хутра сірої лисиці

Втрата, фрагментація і деградація середовища існування можуть бути особливо проблематичними у тих регіонах, де число людей швидко зростає і важливе середовище існування перетворюється задля сільськогосподарських, промислових і міських потреб. Через низьку якість хутра, порівнюючи з іншими видами, комерційне використання тварини дещо обмежене, тому попит на хутро сірих лисиць визначається переважно модою. Пік попиту на шкурки припав на 1979 рік, коли в США було добуто трохи більше ніж 400 тисяч тварин; на сьогодні попит значно зменшився, і з 2005 року щорічний видобуток сірої лисиці не перевищував 80 тисяч тварин. У Мексиці цю тварину часто незаконно продають для домашнього утримання.
Не вказаний в Додатку СІТЕС вид охороняється законом як промисловий вид у США, охорона якого визначається законодавством окремих штатів; вид охороняється у Канаді як такий, що знаходиться під загрозою. Ця лисиця зустрічається на численних природоохоронних територіях по всьому діапазоні поширення. Велика кількість лисиць утримується в неволі, у приватних колекціях, в руках окремих осіб, зоопарках, господарствах дикої природи. Переносить неволю добре.

## Галерея

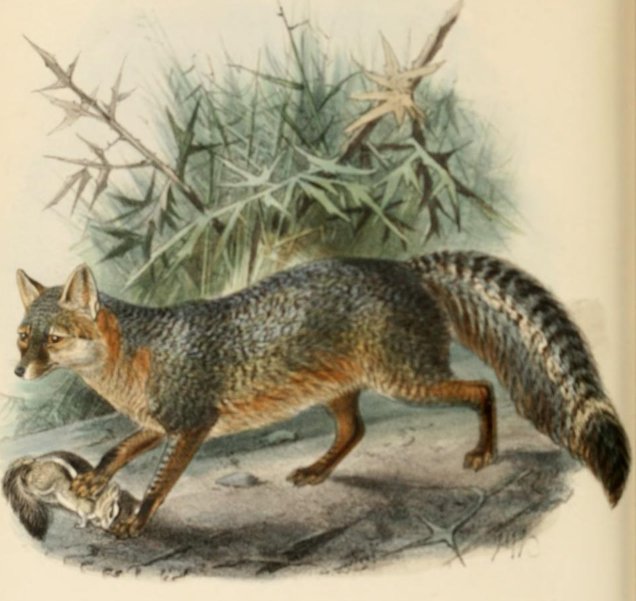
U. cinereoargenteus, малюнок Й. Ґ. Кьолеманса, 1890
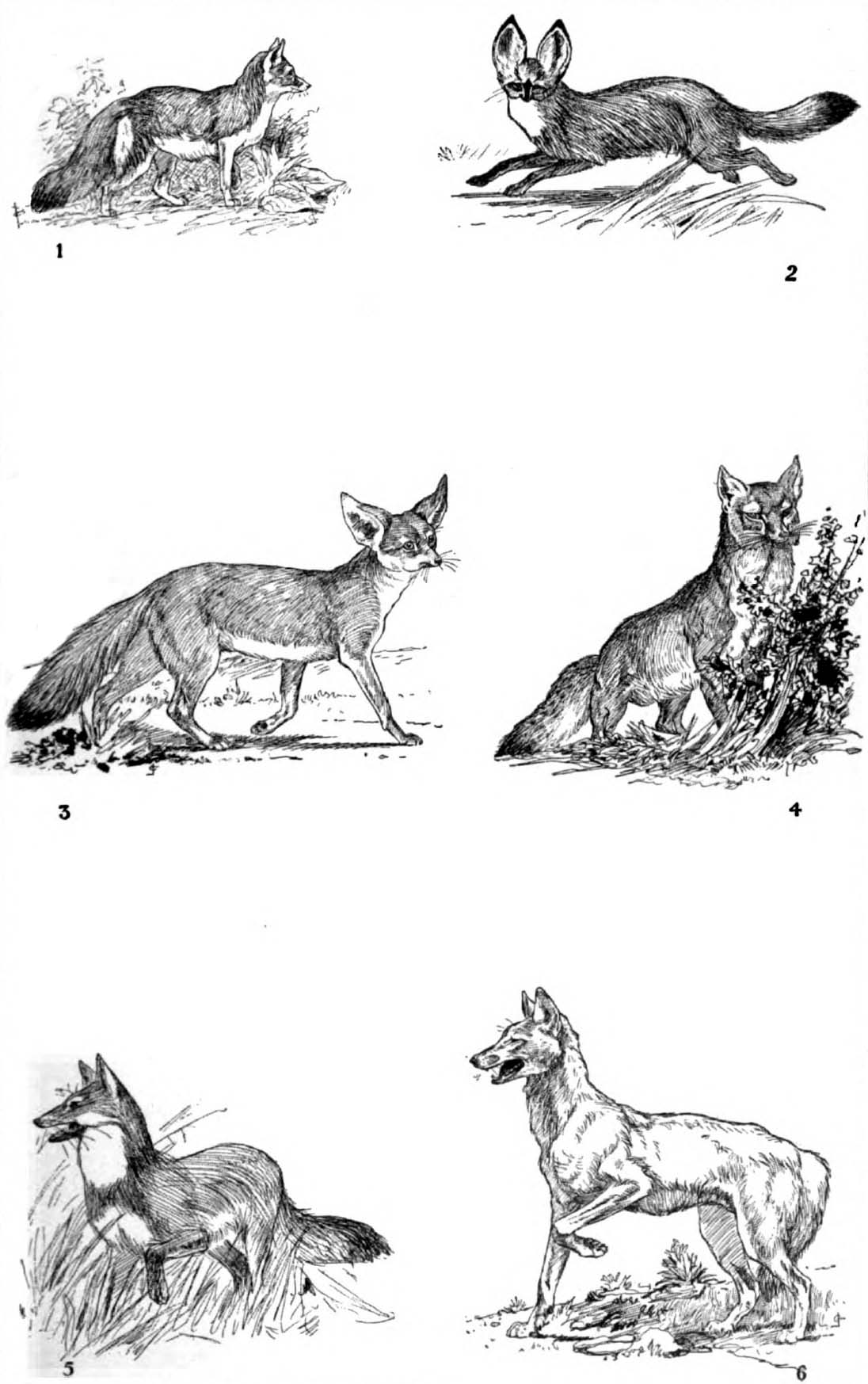
Малюнок шести видів родини псових, сіра лисиця внизу, зліва
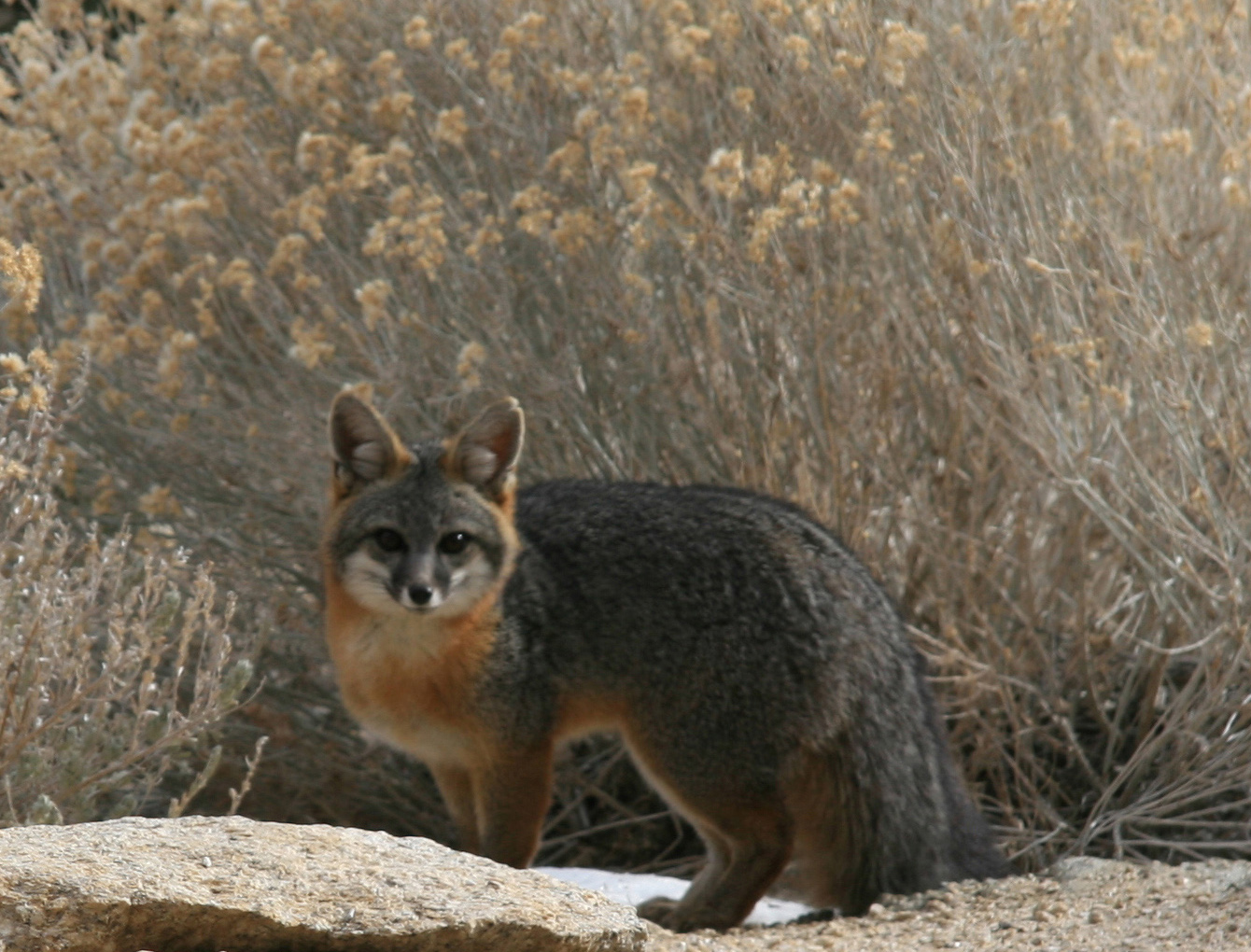
U. cinereoargenteus на висоті 2.1 тисяч метрів у Каліфорнії
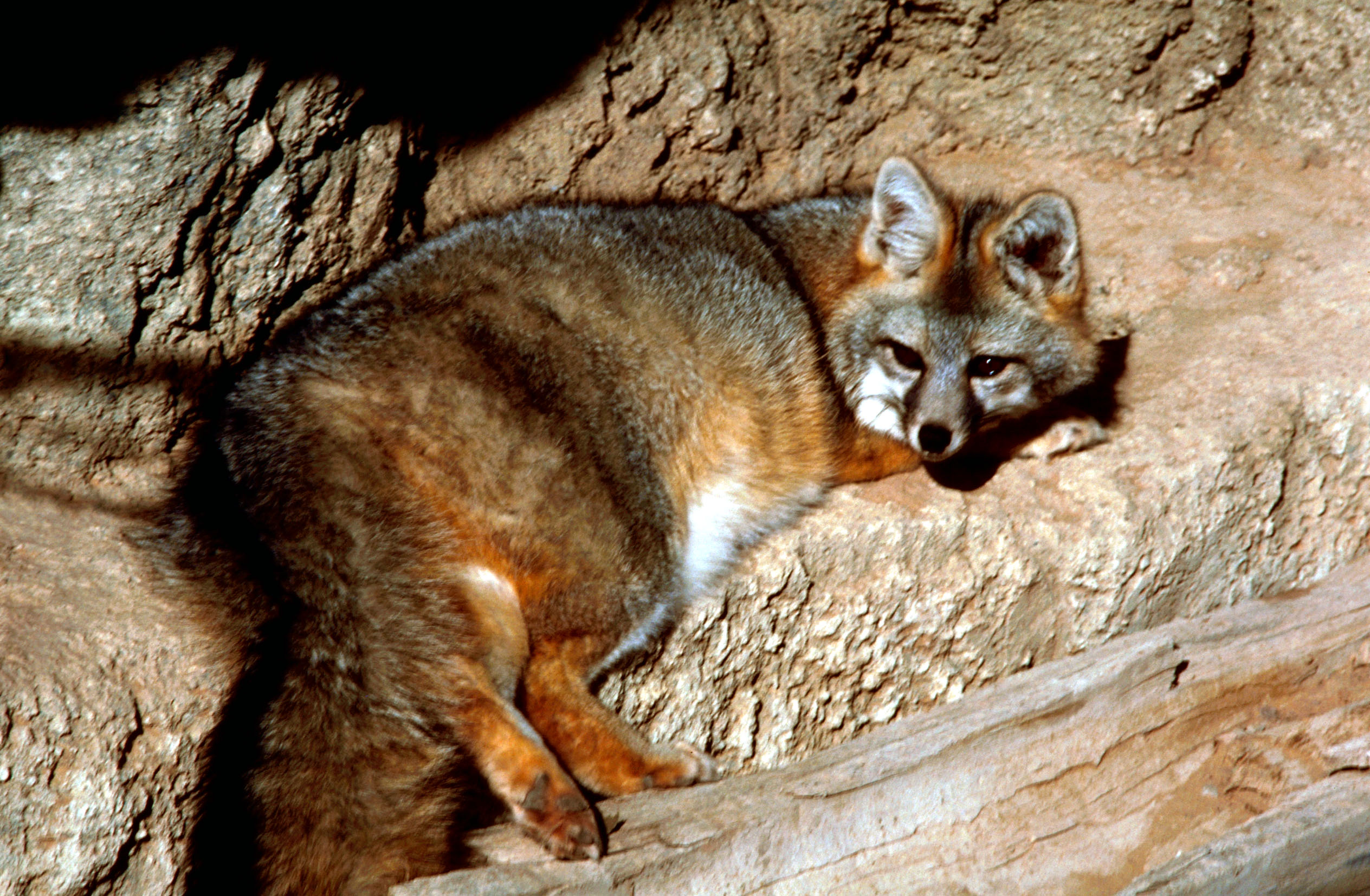
U. cinereoargenteus, Нью-Мексико
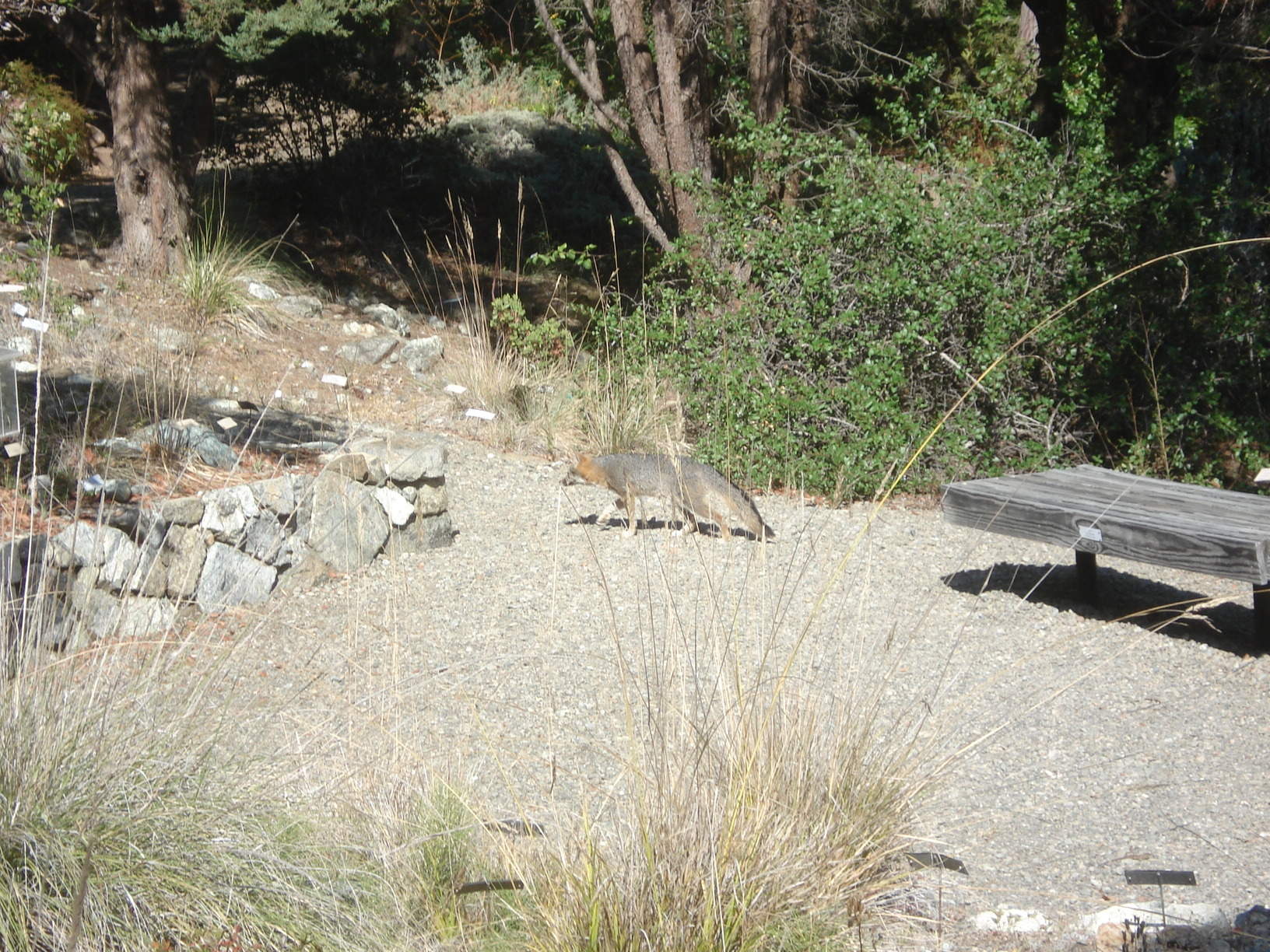
Сіра лисиця в ботанічному саду університету Берклі, США
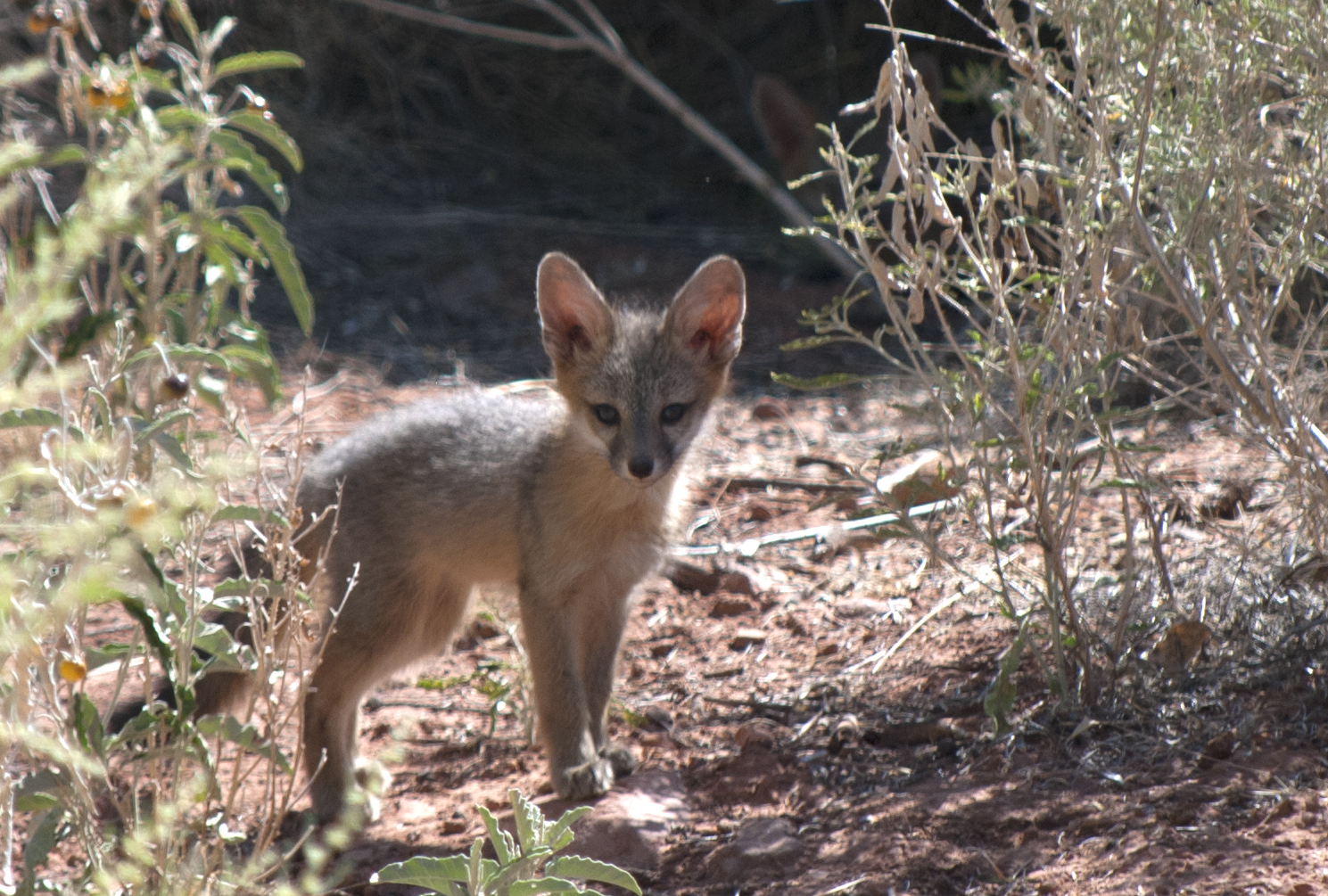
Дитинча сірої лисиці в парку Зіон, Юта, США
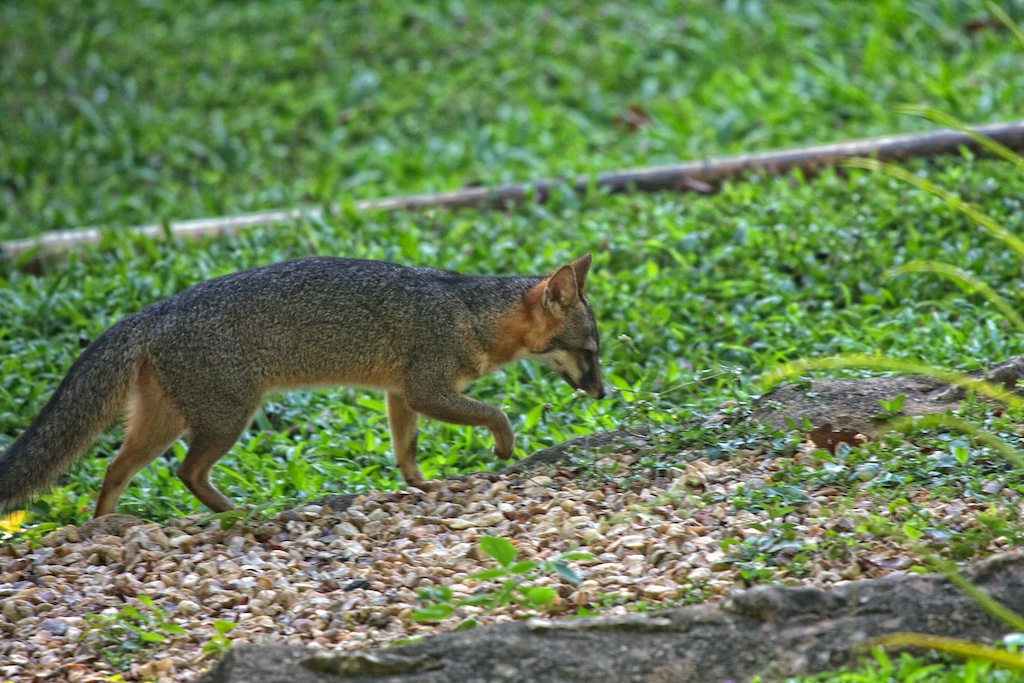
Сіра лисиця в пошуках їжі
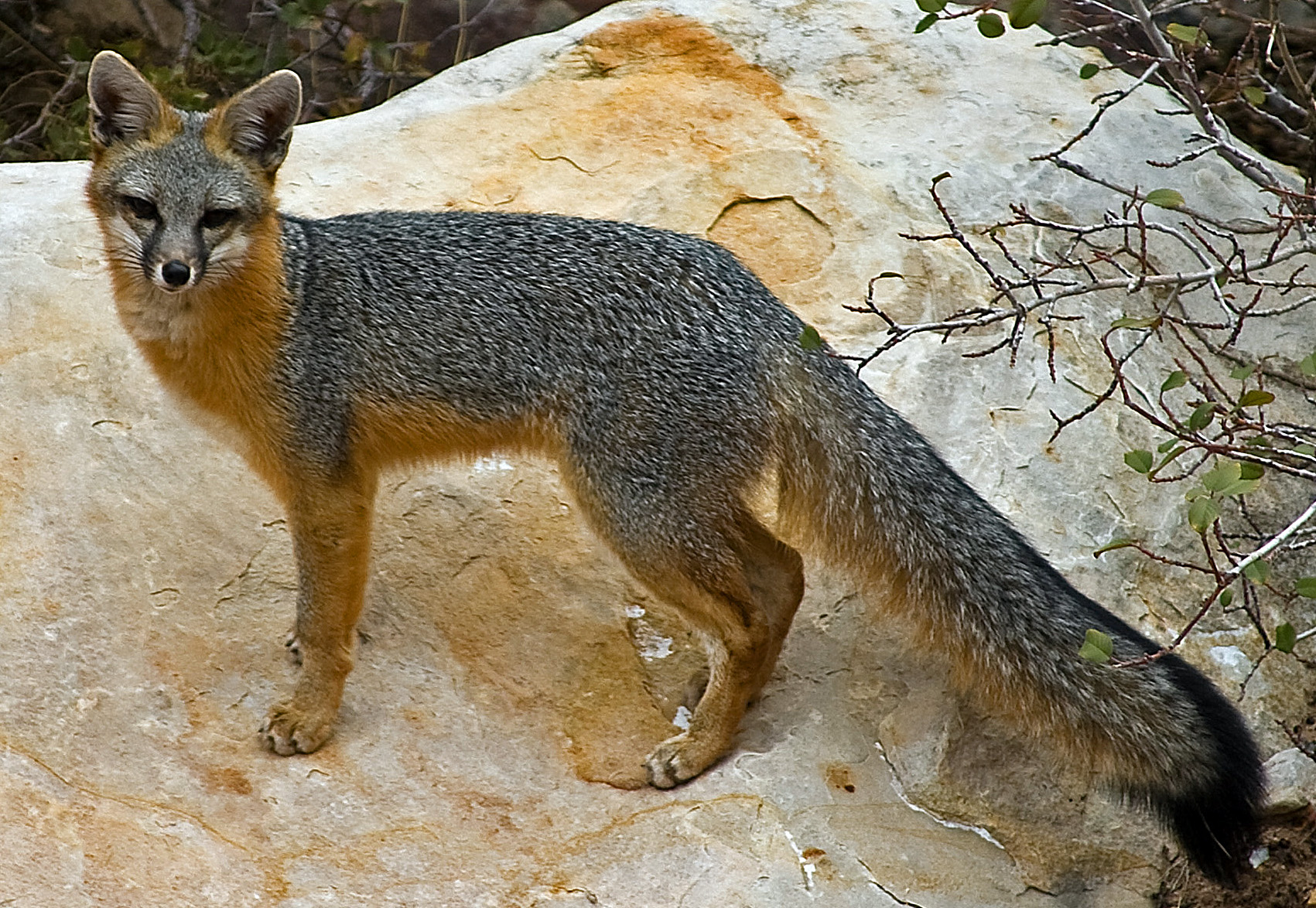
Сіра лисиця в штаті Невада, США
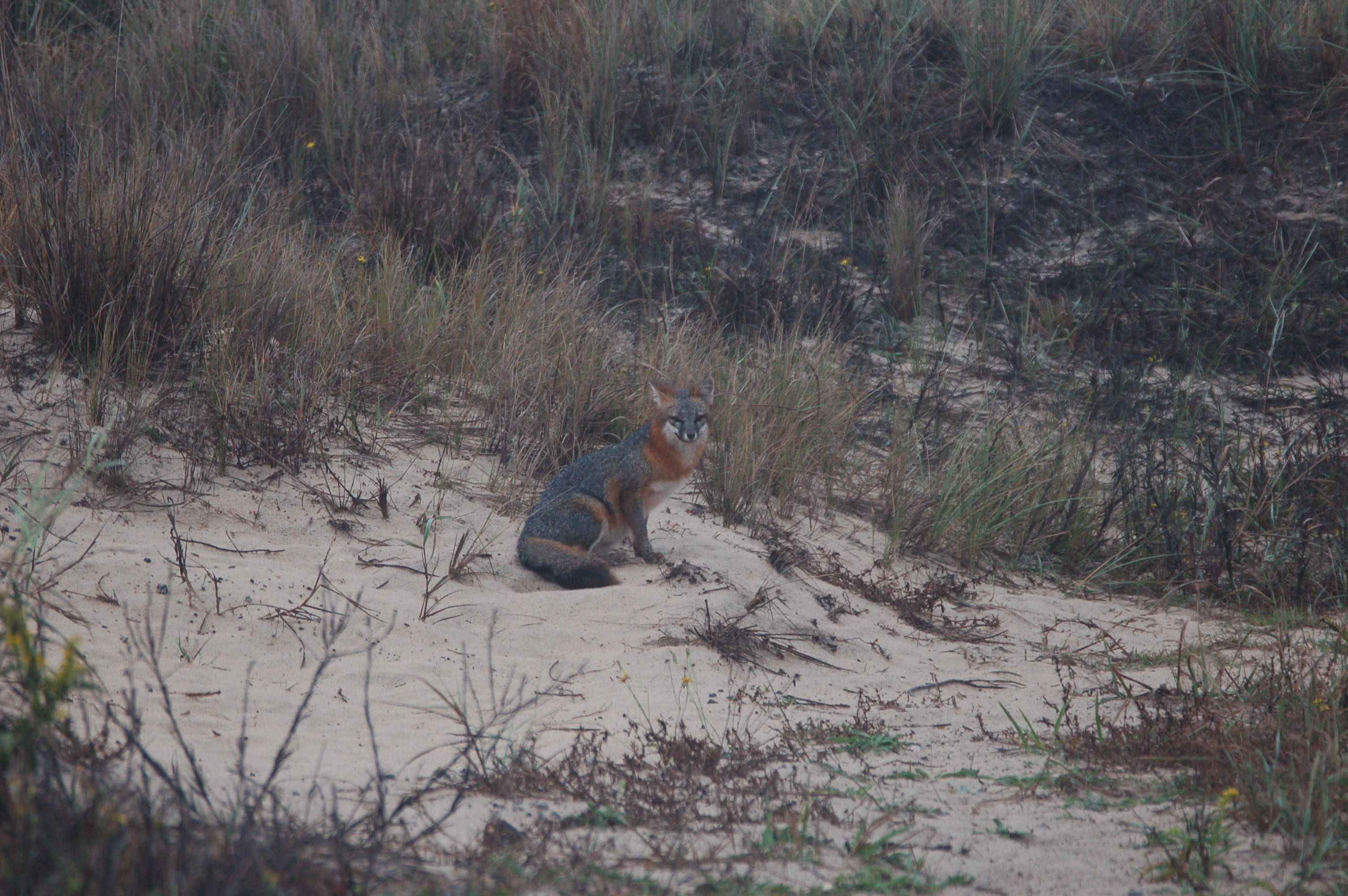
Камуфляж сірої лисиці
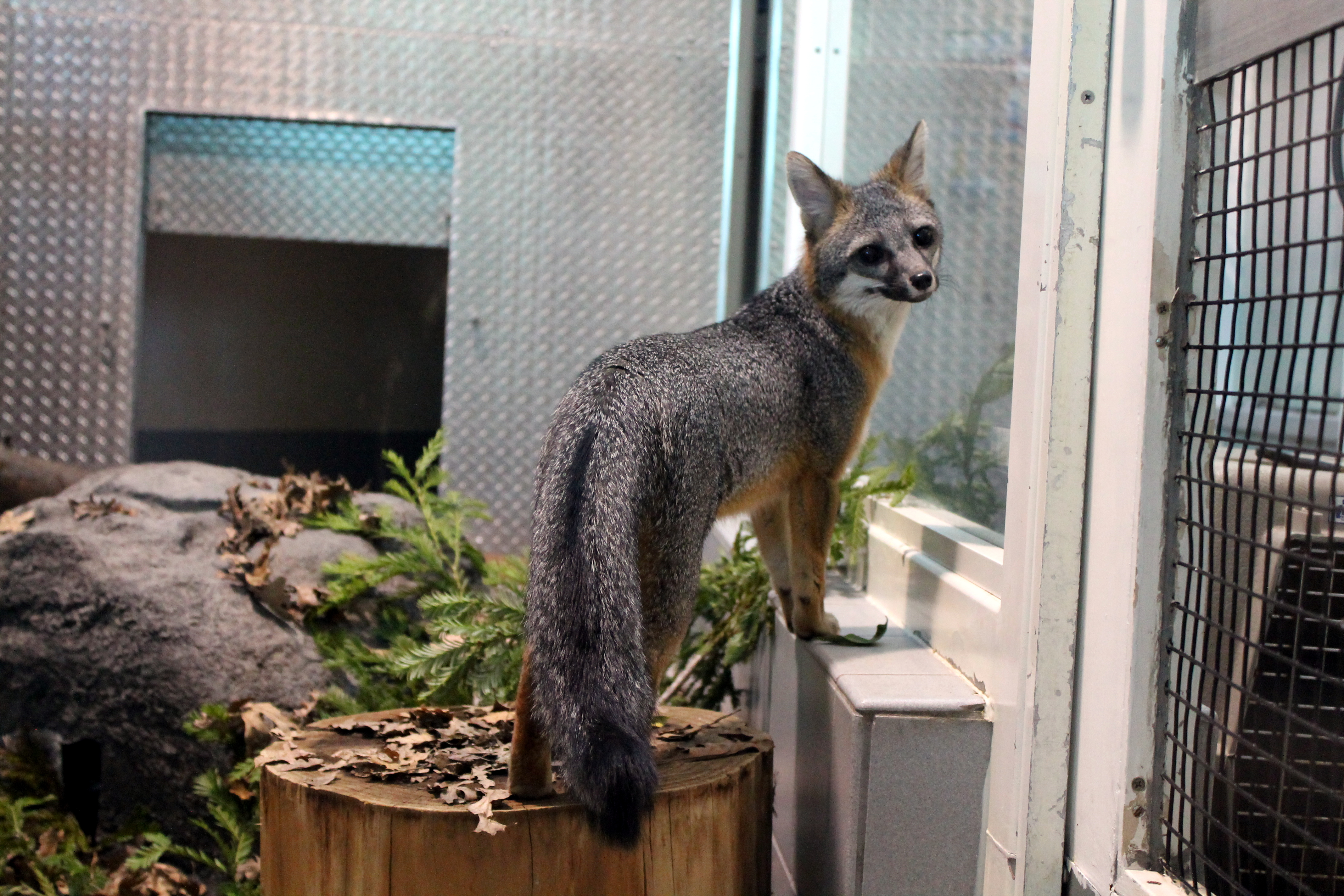
Сіра лисиця в неволі
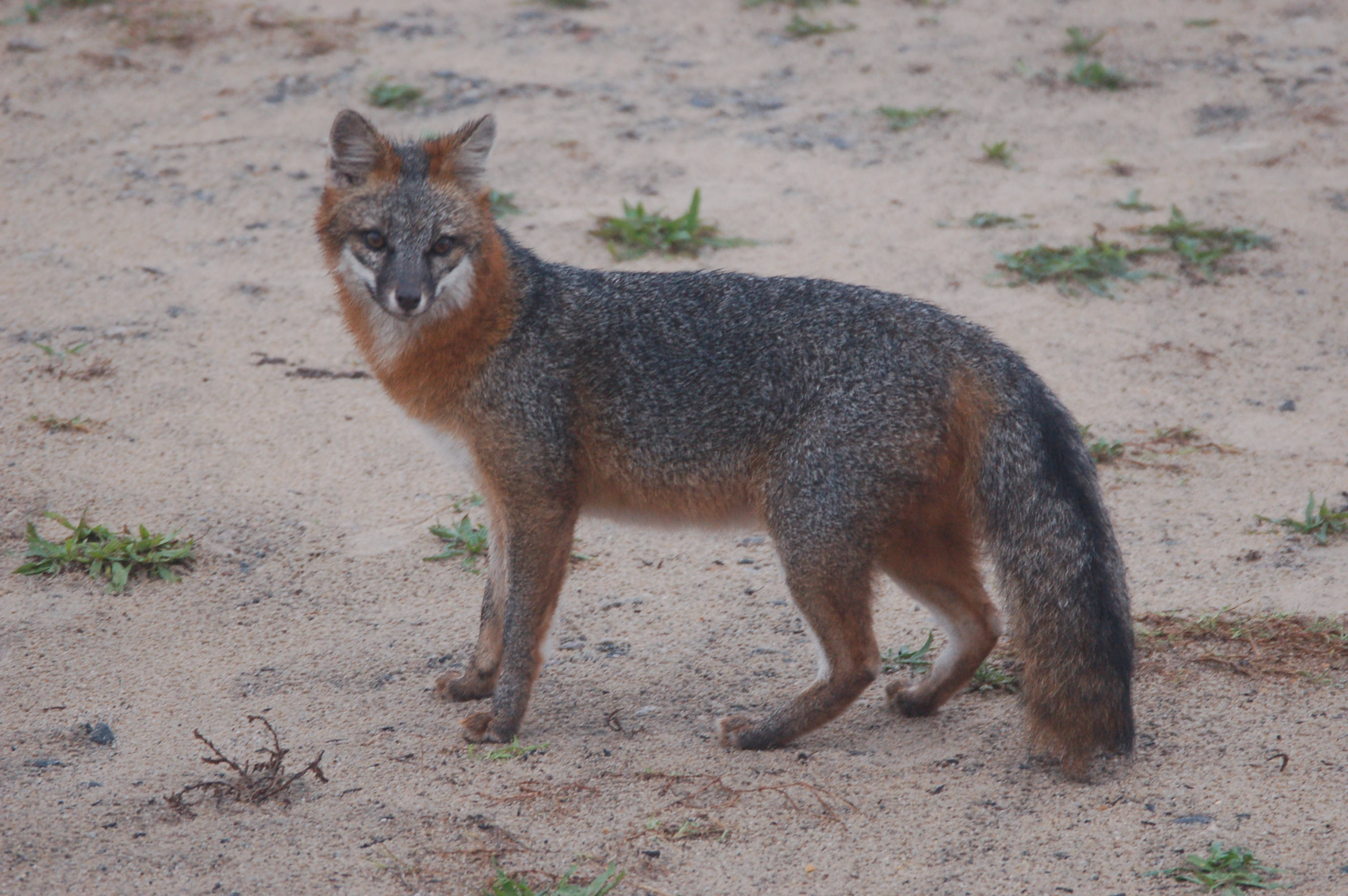
Через значну кількість рудого хутра сіру лисицю часто плутають з рудою
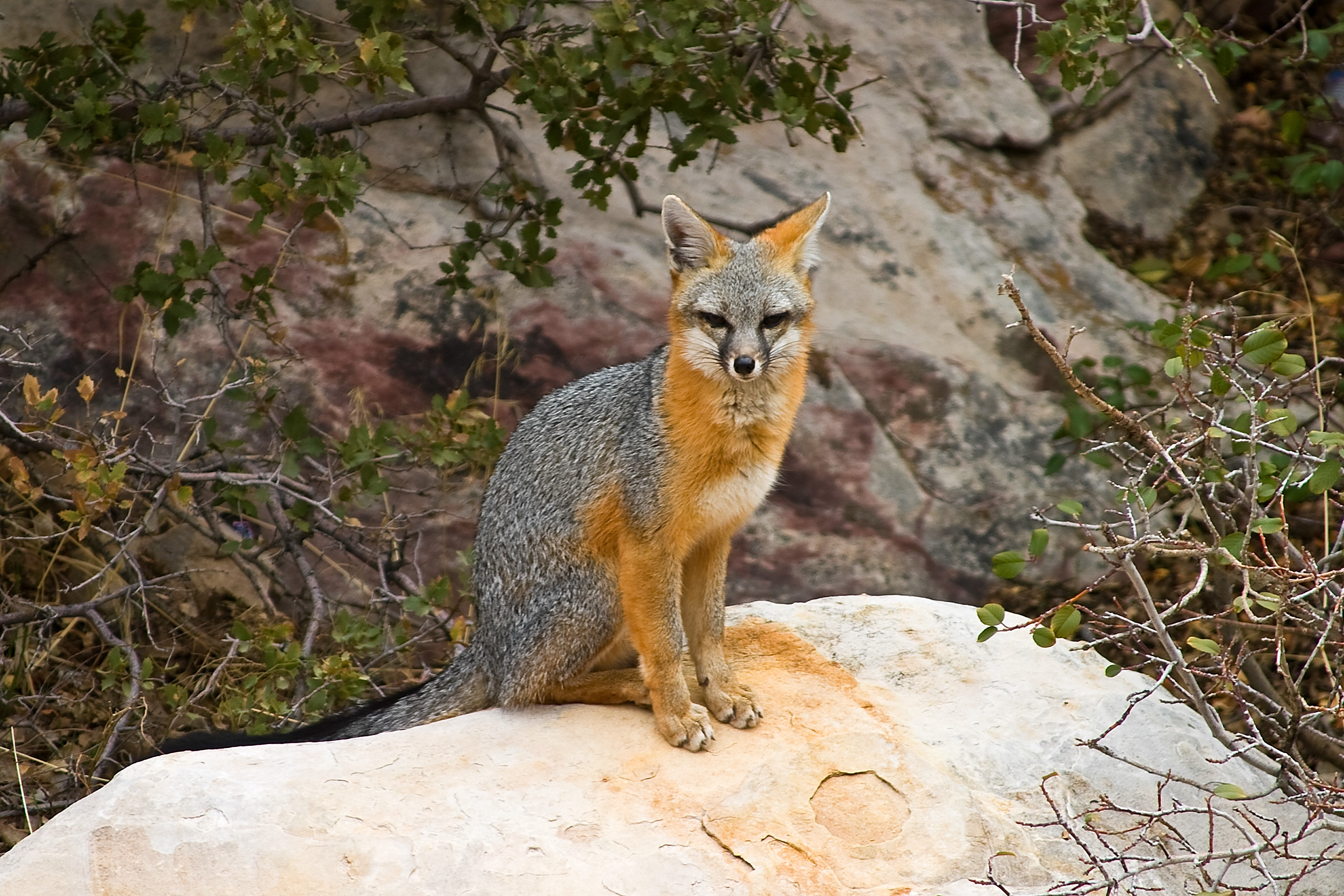
Сіра лисиця в штаті Невада, США
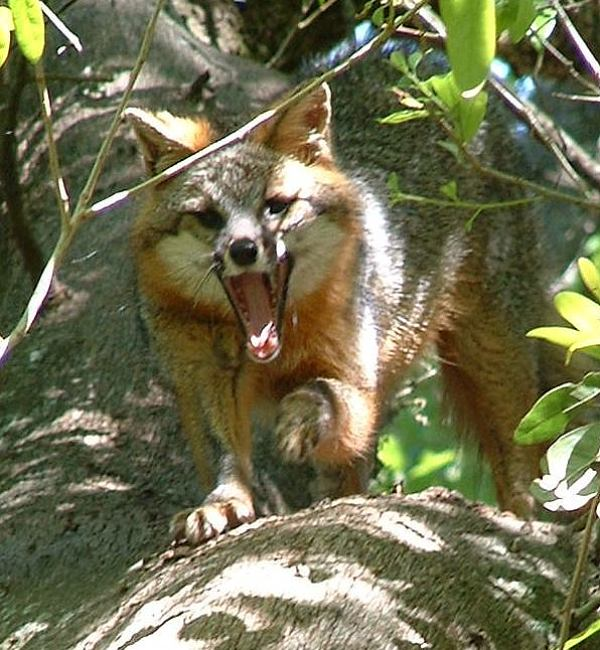
U. cinereoargenteus на дереві, північна Флорида
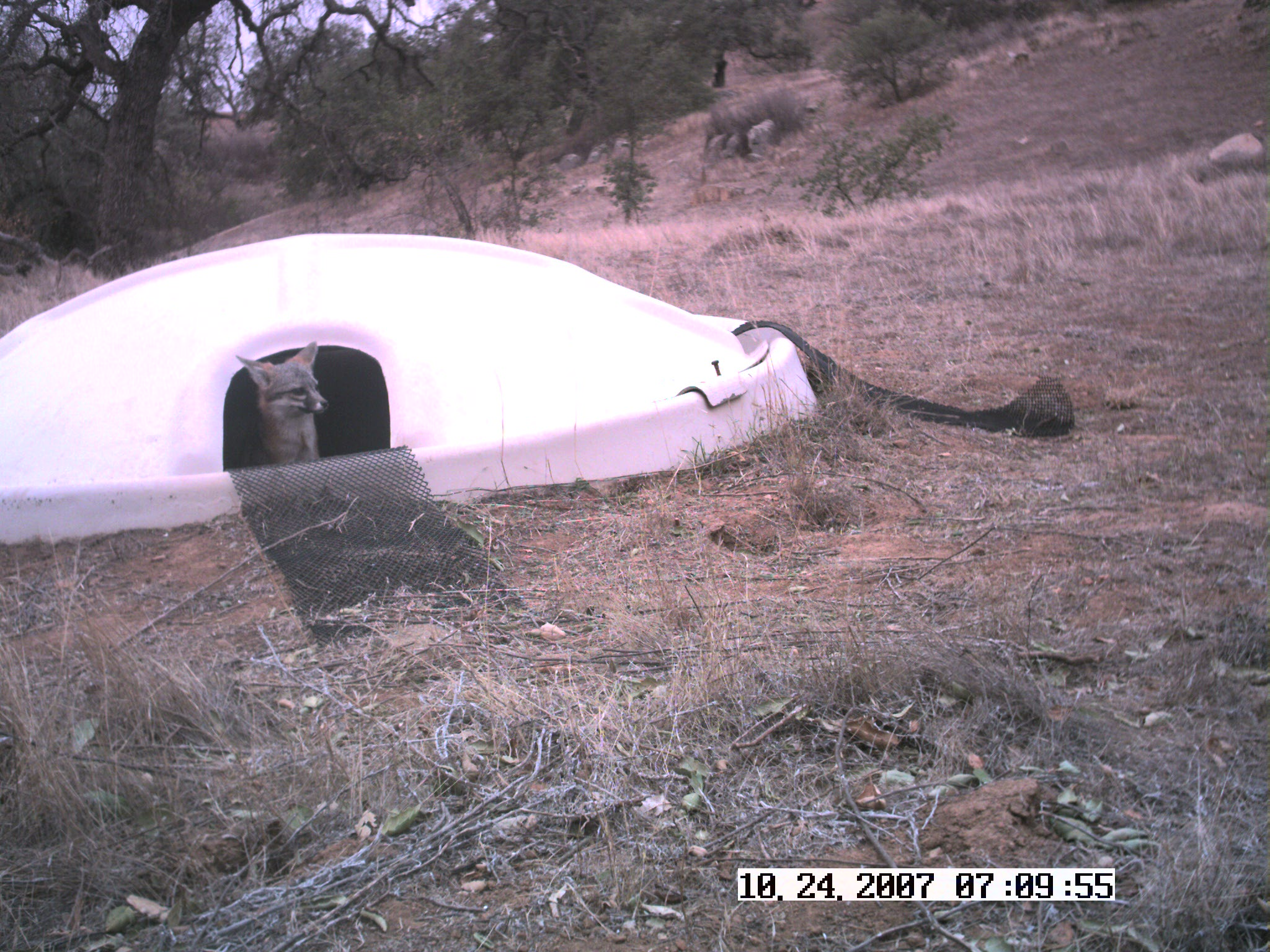
Сіра лисиця досліджує бак для збору води, Каліфорнія

## Виноски
1. 1 2 3 4 5 6  Erik K. Fritzell & Kurt J. Haroldson. Urocyon cinereoargenteus // Mammalian Species. — 1982. — № 189. — С. 1–8. PDF [Архівовано 10 грудня 2014 у Wayback Machine.] (англ.)
2. ↑  Ковальчук А.А. Заповідна справа. — Ужгород : «Ліра», 2002. — С. 328.
3. ↑  Стекленьов Є. П. Строки статевої активності рудої лисиці, Vulpes vulpes (Carnivora, Canidae), у степовій зоні України // Вестник зоологии. — 2011. — Вип. 45. — № 5. — С. 439–445.
4. ↑  Paul W. Collins Interaction Between Island Foxes (Urocyon littoralis) and Native Americans on Islands off the Coast of Southern California: Ethnographic, Archaeological, and Historical Evidence // Journal of Ethnobiology. — 1991. — Вип. 11. — № 2. — С. 205–229. (англ.)
5. ↑  Texas Tech University. Museum. Occasional Papers, Issues 141–160. — Ітака : The Museum, 1991. — С. 23. (англ.)
6. ↑  Ethel Kessler (2002). gray fox and gopher tortoise. USA. Архів оригіналу за 22.09.2015. Процитовано 22.09.2015.
7. ↑  Urocyon cinereoargenteus на марці Екваторіальної Гвінеї. Архів оригіналу за 22.09.2015. Процитовано 22.09.2015.
8. ↑  Urocyon cinereoargenteus на марці Колумбії. Архів оригіналу за 16.10.2015. Процитовано 16.10.2015.
9. ↑  Urocyon cinereoargenteus на марці Коста-Рики. Архів оригіналу за 16.10.2015. Процитовано 16.10.2015.
10. ↑  Urocyon cinereoargenteus на марці Парагваю. Архів оригіналу за 16.10.2015. Процитовано 16.10.2015.
11. ↑  State of Delaware — Symbols — Delaware State Animals. State of Delaware. Архів Delaware.gov оригіналу за 22.09.2015. Процитовано 22.09.2015. (англ.)
12. ↑  St. George Jackson Mivart. Dogs, Jackals, Wolves, and Foxes: A Monograph of the Canidæ. — London : Taylor and Francis, 1890. — С. 85–86.(англ.)
13. ↑  Kerstin Lindblad-Toh et al. Genome sequence, comparative analysis and haplotype structure of the domestic dog // Nature. — 2005. — № 438. — С. 803–819. — DOI:10.1038/nature04338. (англ.)
14. ↑  Tedford, R. H., Wang, X., & Taylor, B. E. Phylogenetic systematics of the north american fossil caninae (Carnivora: Canidae) // Bulletin of the American Museum of Natural History. — 2009. — № 325. — С. 1–218. Архівовано з джерела 12 квітня 2016. Процитовано 5 грудня 2014. (англ.)
15. ↑  Prevosti F.J. & Rincon A.D. A New Fossil Canid Assemblage from the Late Pleistocene of Northern South America: the Canids of the Inciarte Asphalt Pit (Zula, Venezuela), Fossil Record and Biogeography // Journal of Paleontology. — 2007. — Вип. 81. — № 5. — С. 1053–1065. (англ.)
16. 1 2 3  Natalie S. Goddard, Mark J. Statham, Benjamin N. Sacks. Mitochondrial Analysis of the Most Basal Canid Reveals Deep Divergence between Eastern and Western North American Gray Foxes (Urocyon spp.) and Ancient Roots in Pleistocene California // PLoS ONE. — 2015. — Вип. 10. — № 8. — DOI:10.1371/journal.pone.0136329. (англ.)
17. ↑  Bozarth, C. A., Lance, S. L., Civitello, D. J., Glenn, J. L., & Maldonado, J. E. Phylogeography of the gray fox (Urocyon cinereoargenteus) in the eastern United States // Journal of Mammalogy. — 2011. — Вип. 92. — № 2. — С. 283–294. (англ.)
18. ↑  Hofman CA, Rick TC, Hawkins MTR, Funk WC, Ralls K, Boser CL, et al. Mitochondrial Genomes Suggest Rapid Evolution of Dwarf California Channel Islands Foxes (Urocyon littoralis) // PLoS ONE. — 2015. — Вип. 10. — № 2. — DOI:10.1371/journal.pone.0118240. (англ.)
19. ↑  Molly E. Martony, Kristian J. Krause, Scott H. Weldy and Stephen A. Simpson. Xenotransfusion in an Island Fox (Urocyon Littoralis Clementae) Using Blood from a Domestic Dog (Canis Lupus Familiaris) // Journal of Zoo and Wildlife Medicine. — 2016. — Вип. 47. — № 3. — DOI:http://dx.doi.org/10.1638/2015-0053.1. (англ.)
20. 1 2 3  Joshua Ross Ginsberg, David Whyte Macdonald. Foxes, Wolves, Jackals, and Dogs: An Action Plan for the Conservation of Canids. — IUCN, 1990. — С. 42. — ISBN 2880329965. (англ.)
21. ↑  John Eric Hill. A Senile Gray Fox // Journal of Mammalogy. — 1940. — Вип. 21. — № 2. — С. 217–218. (англ.)
22. ↑  David Williams. Naturalist's Guide to Canyon Country. — Rowman & Littlefield, 2013. — С. 108. — ISBN 0762793902. (англ.)
23. 1 2  Judge K. A. & Haviernick M. Update COSEWIC status report on the Grey Fox Urocyon cinereoargenteus in Canada // COSEWIC. — 2002. — С. 1—32. Архівовано з джерела 5 березня 2016. Процитовано 22 вересня 2015. (англ.)
24. ↑    - Burt W. H. A field guide to the mammals: North America north of Mexico. — Houghton Mifflin Harcourt, 1998. — С. 75–77. — ISBN 0395910986. (англ.)
25. 1 2 3 4 5 6  A.V. Badyaev. The Starlight Hunter: Having evolved when old-growth deciduous forests covered North America, the uniquely arboreal grey fox is clinging to its ancient adaptations // BBC Wildlife. — 2013. — Вип. 31. — № 1. — С. 62–67. (англ.)
26. 1 2 3  Feeney S. Comparative osteology, myology, and locomotor specializations of the fore and hind limbs of the North American foxes Vulpes vulpes and Urocyon cinereoargenteus [Ph.D. Thesis]. — University of Massachusetts Amherst, 1999. (англ.)
27. ↑  Clarence Cottam. Speed of the Gray Fox // Journal of Mammalogy. — 1937. — Вип. 18. — № 2. — С. 240–241. — DOI:http://dx.doi.org/10.1093/jmammal/18.2.240a. (англ.)
28. ↑  Abigail A. Curtis and Blaire Van Valkeburgh. Beyond the Sniffer: Frontal Sinuses in Carnivora // The Anatomical Record. — 2014. — Вип. 297. — № 11. — С. 2047–2064. — DOI:http://dx.doi.org/10.1002/ar.23025.
29. 1 2 3  Cypher B.L., Fuller T.K. & List R. (2008). Urocyon cinereoargenteus. The IUCN. Архів оригіналу за 16.10.2015. Процитовано 16.10.2015. (англ.)
30. 1 2 3 4 5  Vu L. (2011). Urocyon cinereoargenteus. Animal Diversity Web. Архів оригіналу за 16.10.2015. Процитовано 16.10.2015. (англ.)
31. ↑  Quinn R. D. Habitat preferences and distribution of mammals in California chaparral. — Berkeley. CA : U.S. Dept. of Agriculture, Forest Service, 1990. — С. 11. (англ.)
32. ↑  Wildlife species: Urocyon cinereoargenteus. Архів оригіналу за 16.10.2015. Процитовано 16.10.2015.
33. ↑  Trapp G. R.; Hallberg D. L. Ecology of the gray fox (Urocyon cinereoargenteus): a review. In: Fox, M. W., ed. The wild canids: Their systematics, behavioral ecology and evolution. 1975. Behavioral Science Series. New York: Van Nostrand Reinhold Company: 164–178.
34. ↑  Cypher, B.L.; Madrid, A.Y.; Van Horn Job, C.L.; Kelly, E.C.; Harrison, S.W.R.; Westall T.L. Multi-population comparison of resource exploitation by island foxes: Implications for conservation // Global Ecology and Conservation. — 2014. — Вип. 2. — С. 255–266. (англ.)
35. ↑  Carolyn Renzulli Jaslow. Morphology and digestive efficiency of red foxes (Vulpes vulpes) and grey foxes (Urocyon cinereoargenteus) in relation to diet // Canadian Journal of Zoology. — 1987. — Вип. 65. — № 1. — С. 72–79. — DOI:10.1139/z87-011. (англ.)
36. ↑  J. Gregory Hockman and Joseph A. Chapman. Comparative Feeding Habits of Red Foxes (Vulpes vulpes) and Gray Foxes (Urocyon cinereoargenteus) in Maryland // American Midland Naturalist. — 1983. — Вип. 110. — № 2. — С. 276–285. (англ.)
37. 1 2  Joshua M. Kapfer and Ryan W. Kirk. Observations of Gray Foxes (Urocyon cinereoargenteus) in a Suburban Landscape in the Piedmont of North Carolina // Southeastern Naturalist. — 2012. — Вип. 11. — № 3. — С. 507–516. (англ.)
38. 1 2 3 4  Vance Joseph Hoyt Zorra: The Biography of a Gray Fox (англ.)
39. ↑  Fox, M. W. Ontogeny of Prey-Killing Behavior in Canidae // Behaviour. — 1969. — Вип. 35. — № 3/4. — С. 259–272. (англ.)
40. ↑  Danielle L. Temple, Michael J. Chamberlain and L. Mike Corner. Spatial Ecology, Survival and Cause-Specific Mortality of Gray Foxes (Urocyon cinereoargenteus) in a Longleaf Pine Ecosystem // The American Midland Naturalist. — 2010. — Вип. 163. — № 2. — С. 413–422. (англ.)
41. ↑  Maximilian L. Allen, Micaela S. Gunther and Christopher C. Wilmers. The scent of your enemy is my friend? The acquisition of large carnivore scent by a smaller carnivore // Journal of Ethology. — 2016. — С. 1–7. (англ.)
42. 1 2  Julie L. Weston and I. Lehr Brisbin Jr. Demographics of a protected population of gray foxes (Urocyon cinereoargenteus) in South Carolina // Journal of Mammalogy. — 2003. — Вип. 84. — № 3. — С. 996–1005. (англ.)
43. 1 2 3  Kerrin Grant. Hand-Rearing Gray Fox (Urocyon Cinereoargentus) // Wildlife Rehabilitation Bulletin. — 2011. — Вип. 29. — № 2. — С. 19–32.
44. ↑  {{стаття |автор=Peter Mitchel |назва=Disease: A Hitherto Unexplored Constraint on the Spread of Dogs (Canis lupus familiaris) in Pre-Columbian South America |видання=Journal of World Prehistory |рік=2017 |випуск=30 |номер= |сторінки=1–49 |doi= |посилання=https://link.springer.com/content/pdf/10.1007%2Fs10963-017-9111-x.pdf PDF] [Архівовано 2017-12-02 у Wayback Machine.] (англ.)
45. ↑  Keith A. Clark and Pamela J. Wilson. Canine and Grey Fox Rabies Epizootics in Texas // Great Plains Wildlife Damage Control Workshop Proceedings. — 1995. (англ.)
46. ↑  A Alonso Aguirre Wild canids as sentinels of ecological health: a conservation medicine perspective / Parasites & Vectors 2009, 2(Suppl 1): S7
47. ↑  William R. Davidson, Victor F. Nettles, Lynn E. Hayes, Elizabeth W. Howerth, and C. Edward Couvillion. Diseases Diagnosed in Grey Foxes (Urocyon Cinereoargentus) from the Southeasthern United States // Journal of Wildlife Diseases. — 1992. — Вип. 28. — № 1. — С. 28–33. (англ.)
48. ↑  Professor identifies mystery creature. News and Record, February 20, 2007. Процитовано 16.10.2015. (англ.)
49. ↑  Amanda R. Jenkins, Jaap Hillenius, Kevin Keel, Rick Gerhold. Hairless Foxes of the Lowcountry: Genetics, Not Disease! // South Caroline Wildlife Disease Study, poster. — 2007.
50. ↑  Southwest Wildlife Conservation Center. Архів оригіналу за 16.10.2015. Процитовано 16.10.2015. [Архівовано 2015-10-16 у Wayback Machine.]
51. ↑  James A Wilson, Barrie Thomas. Diet and Seed Dispersal Efficiency of the Gray Fox (Urocyon cinereoargenteus) in Chaparral // Bulletin of the Southern California Academy of Sciences. — 1999. — С. 119–126. [Архівовано 8 грудня 2015 у Wayback Machine.] (англ.)
52. 1 2  Richard P. Gerhardt and Dawn McAnnis Gerhardt Two Gray Fox Litters Share Den / The Southwestern Naturalist Vol. 40, No. 4 (Dec., 1995), p. 419
53. ↑  Rogers, Elizabeth (21 жовтня 2015). On The Trail of the Surprisingly Mysterious Gray Fox. www.baynature.org. Bay Nature. Архів оригіналу за 8 грудня 2015. Процитовано 04.12.2015. (англ.)
54. ↑  Cheryl S. Asa, Joan E. Bauman, Timothy J. Coonan, and Melissa M. Gray. Evidence for Induced Estrus or Ovulation in a Canid, the Island Fox (Urocyon Littoralis) // Journal of Mammalogy. — 2007. — Вип. 88. — № 2. — С. 436–440.
55. 1 2  Katherine Ralls, Jessica N. Sanchez, Jennifer Savage, Timothy J. Coonan, Brian R. Hudgens, and Brian L. Cypher. Social relationships and reproductive behavior of island foxes inferred from proximity logger data // Journal of Mammalogy. — 2013. — Вип. 94. — № 6. — С. 1185–1196. (англ.)
56. ↑  Julie L. Weston Glenna, David J. Civitellob, Stacey L. Lancea. Multiple paternity and kinship in the gray fox (Urocyon cinereoargenteus) // Mammalian Biology — Zeitschrift für Säugetierkunde. — 2009. — Вип. 74. — № 5. — С. 394–402. (англ.)
57. ↑  Leicam, William C. (05.08.2015). Gray Fox Report for July 2015. urbanwildliferesearchproject.com. Urban Wildlife Research Project. Архів оригіналу за 19 вересня 2020. Процитовано 11.03.2016. [Архівовано 2020-09-19 у Wayback Machine.]
58. ↑  Edward G. Sullivan. Gray Fox Reproduction, Denning, Range, and Weights in Alabama // Journal of Mammalogy. — 1956. — Вип. 37. — № 3. (англ.)
59. ↑  Leicam, William C. (05.03.2016). Incest at the Baylands. Gray Fox Report for February 2016. urbanwildliferesearchproject.com. Urban Wildlife Research Project. Архів оригіналу за 7 серпня 2020. Процитовано 11.03.2016. [Архівовано 2020-08-07 у Wayback Machine.]
60. 1 2  John E. Wood. Age Structure and Productivity of a Gray Fox Population // Journal of Mammalogy. — 1958. — Вип. 39. — № 1. — С. 74–86. (англ.)
61. ↑  John E. Wood and Eugene P. Odum. A Nine-Year History of Furbearer Populations on the AEC Savannah River Plant Area // Journal of Mammalogy. — 1964. — Вип. 45. — № 4. — С. 540–551. (англ.)
62. ↑  Coonan, T.J. et al. (2004) Island fox recovery program 2003 Annual Report. National Park Service, Channel Islands National Park
63. 1 2  Fox, M. W. A Comparative Study of the Development of Facial Expressions in Canids; Wolf, Coyote and Foxes // Behaviour. — 1970. — Вип. 36. — № 1/2. — С. 49–73.
64. ↑  Grey Fox fighting a Boa Constrictor in Tikal. Архів оригіналу за 16.10.2015. Процитовано 16.10.2015.
65. 1 2  Michael W. Fox Behaviour of Wolves, Dogs and Related Canids. ISBN 06-011321-9 (англ.)
66. ↑  The Voice of Fish & Wildlife Agencies: Furbearer Management Resources. Архів оригіналу за 16.10.2015. Процитовано 16.10.2015.